# 庞贝
40°45′2″N 14°29′20″E / 40.75056°N 14.48889°E
龐貝（拉丁語：Pompeii、/pɒmˈpeɪ(i)/）是位於今義大利坎帕尼亞大區拿坡里附近的龐貝市轄區內的古罗马古城。與赫庫蘭尼姆、斯塔比亞及周邊多座別墅一樣，該城於西元79年維蘇威火山爆發時被厚達4至6米（13至20英尺）的火山灰與浮石掩埋。
龐貝在火山灰中被大量保存，猶如時間凝結於遭掩埋的瞬間，成為研究古羅馬文化的重要實證資料。其遺址展現出古代城市規劃的高度發展，具有高度考古與歷史價值。毀滅當時，龐貝的人口估計約在一萬至兩萬人之間，為一座富裕的城鎮。城內擁有大量宏偉的公共建築與豪華宅邸，其內部裝飾、家具與藝術品均極為精緻，成為早期考古學者關注的挖掘重點。隨後的發掘行動揭示數百間私人住宅與商鋪，反映出多樣的建築風格與社會階層結構，並顯示該市具備豐富的公共設施。火山灰亦保存了部分有機遺留物，如木製品與人類遺體。部分人類遺骸腐化後在火山灰中留下空腔，使考古學家得以灌注石膏進行重建，重現其生命最後一刻的姿態。此外，遺址中大量塗鴉刻於牆面與室內，保留了當時使用的俗拉丁語，與古典文學中的正式拉丁語形成對照。
龐貝於西元79年毀滅後，長期未被重新發現，直至16世紀末才偶然現世。大規模、系統性的考古發掘始於18世紀中葉，此舉被視為現代考古學的基礎之一。然而早期挖掘缺乏科學方法，並伴隨文物掠奪與破壞，導致眾多遺物受損或散失。至1960年代，多數龐貝遺址已完成出土，卻因缺乏妥善維護而面臨保存問題。自此以後，新的大型挖掘行動多被限制，僅針對具有研究優先性的特定區域進行。自2018年起，透過精確規劃與科技輔助的考古工作，陸續有新發現出土，涵蓋多處過去尚未探索的區域。
由於龐貝「是世界上唯一能完整展現古羅馬城市樣貌的考古遺址」，因此被列為聯合國教科文組織世界遺產。目前是義大利最受歡迎的旅遊景點之一，每年約吸引250萬人次參觀。

## 名稱
拉丁文中的「Pompeii」屬於第二變格法中的陽性複數主格形式（Pompeiī, -ōrum）。根據學者泰奧多爾·克勞斯（Theodor Kraus）的說法，「Pompeii」一詞可能源於奥斯坎语中表示數字「五」的單字 pompe，這可能暗示該地原由五個小村庄組成，或是由一個名為龐培氏族的家族所建立。

## 地理
龐貝建於海拔約40米（130英尺）的一處沿海熔岩高原上，該地形是由早期維蘇威火山（距離約8 km或5 mi）噴發所形成。高原在南側及部分西側陡降入海。該地表覆蓋有三層大型山崩沉積層，可能是長時間降雨所引發。龐貝原本緊鄰海岸，如今位於內陸約700米（2,300英尺）處。鄰近城鎮的沙諾河出海口當時可通航，受潟湖保護，是早期希臘人與腓尼基人航行時的天然避風港，後由羅馬人加以發展。
龐貝總面積約為64至67公頃（160至170英畝），依據戶數推算，居民人數約為11,000至11,500人。

## 歷史

### 起源
龐貝地區最早的生活痕跡（儘管數量稀少）可追溯至西元前9世紀末，其地名「Pompei」可能源自希臘語pémpo或pompé，亦可能來自奧斯坎語pompe。當時奧匹奇人以尚未定居的形式佔據此地。該地位於一處約三十公尺高的高原上，地形因維蘇威火山噴發而形成，四周陡峭臨海，可俯瞰整個那不勒斯灣，並鄰近沙诺河出海口，是當地缺乏泉水情況下的重要水源。
最早的定居聚落約出現在西元前8世紀，由奧斯坎人建立。他們在當地建立了五個村落，並於西元前6世紀左右合併為一座單一城鎮，修築城牆，控制一條重要交通幹道。同時也開始進行海上貿易，在沙諾河口附近建設了小型港口。這一時期的奧斯坎聚落主要分布於龐貝第七與第八區。這一判斷來自對薩莫奈時期與羅馬時期建築之下層所進行的地層學研究，並出土了主要來自墓地的陶器碎片，屬於典型的墓穴式葬制。

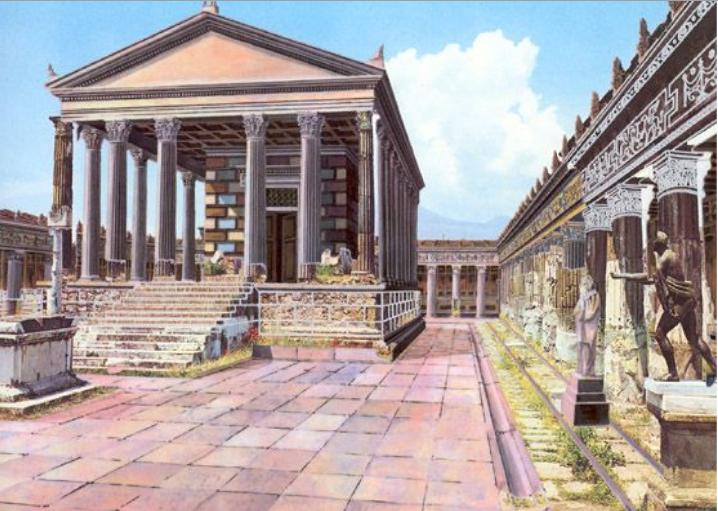
藝術家繪製的太陽神廟在維蘇威火山爆發前的復原圖。

西元前780年至770年間，希臘人進入古坎帕尼亞地區，先後建立了皮泰庫薩（今伊斯基亚岛）與庫邁殖民地。儘管龐貝未曾被軍事征服，但仍進入希臘勢力範圍。該時期最重要的建築是多立克神殿，它並非位於市中心，而是建於稍偏僻的區域，即日後的三角廣場，反映希臘人並非打算永久定居，而是為了控制港口與交通幹道。此時期也引入了對阿波羅的崇拜。西元前524年，伊特魯里亞人來到坎帕尼亞平原並建立了卡普亞，為了與內陸地區連結，他們也進入龐貝一帶，利用沙諾河作為通往內陸與海岸的水路。與希臘人相同，伊特魯里亞人並未軍事佔領龐貝，而是實際控制該地。此時期，龐貝仍享有一定程度的自治權。在伊特魯里亞人統治下，龐貝建立了一座早期形式的市集廣場，實質上是一個用於交易的開放空間；同時興建了太陽神廟，其中發現了伊特魯里亞特有的黑陶陶器碎片。多座房屋配備了典型的圖斯坎式中庭並加固了防禦用的城牆。
自西元前474年伊特魯里亞人在庫邁戰役中敗於庫邁人後，至西元前424年，龐貝再度受到希臘勢力影響。太陽神廟與朱比特神殿進行了修繕，並加強從赫庫蘭尼姆門到維蘇威門之間的城牆，同時開發了新的住宅區，即今日的第六區。
關於這一新區的起源，考古学家之間存在分歧。有些學者認為直到萨莫奈人到來之前，城市規劃並未發生重大變化；但根據阿梅迪奧·邁烏里進行的地層研究，該區域有希臘城牆圍繞，且其規劃井然有序的街道網絡顯示出高度的都市計畫能力，使得該區更可能是在希臘統治時期發展，而非由薩莫奈人建立。

### 薩莫奈時期

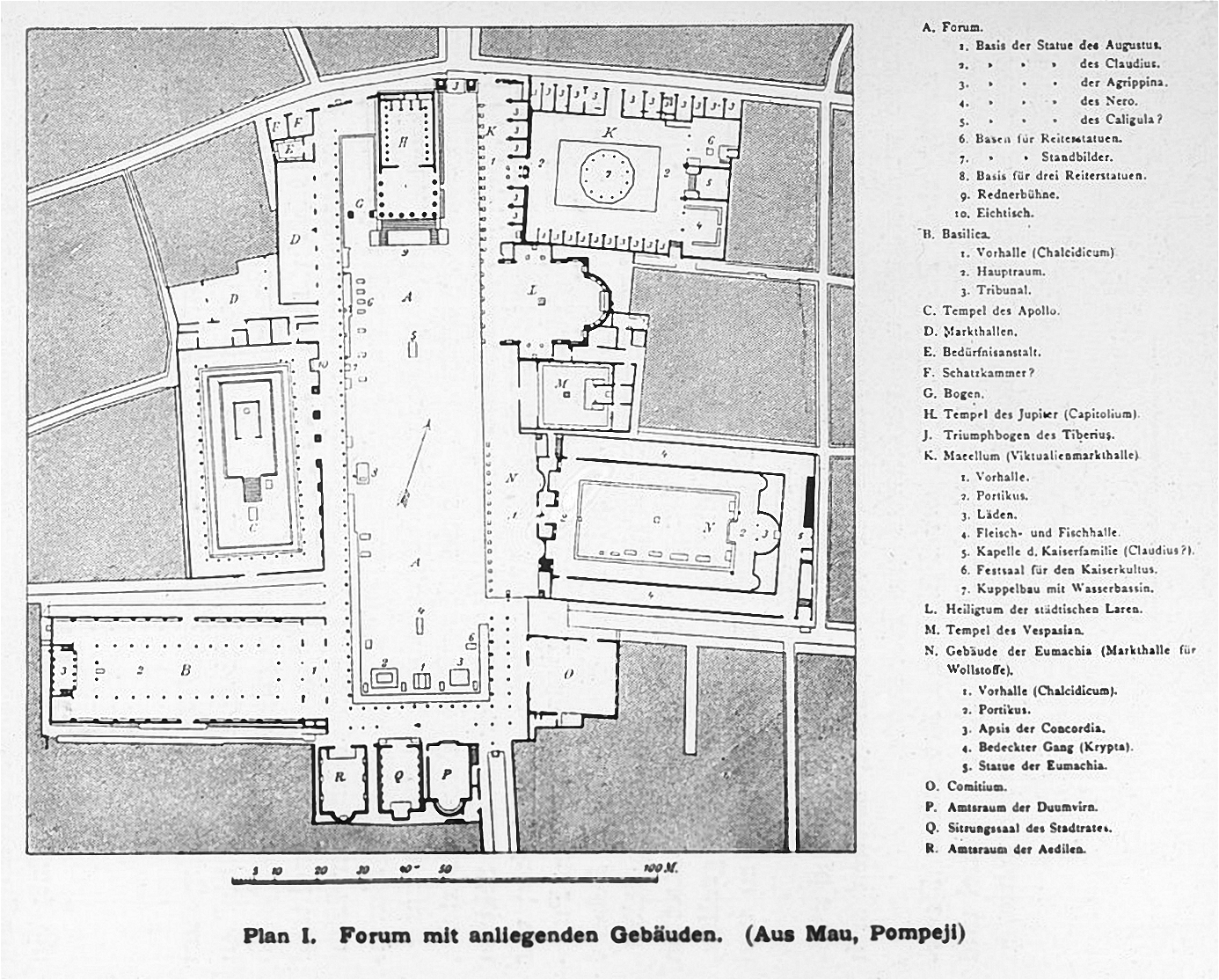
龐貝古城廣場地圖，其中朱比特神殿 (龐貝)位於其北端（頂部中央）。

西西里的狄奧多羅斯與李維記載，西元前423年至前420年間，庫邁被來自亞布魯佐及莫利塞內陸地區的薩莫奈人攻陷，而當時這些薩莫奈人是羅馬人的盟友。據此推論，薩莫奈人在對希臘人發動最後攻擊前，約於前424年已征服包括龐貝在內的整個區域。
第一次薩莫奈戰爭爆發後，薩莫奈人與羅馬人由盟友轉為敵對，最終於西元前340年簽訂和平協議。但早在西元前343年，第一支羅馬軍隊已進入坎帕尼亞平原，並將羅馬文化帶入當地。
在羅馬與拉丁人的戰爭期間，薩莫奈人依然忠於羅馬。然而，西元前310年，當羅馬與努切里亞·阿爾法泰爾納交戰時，龐貝的薩莫奈人倒向後者；儘管努切里亞軍初戰告捷，最終仍被迫投降。自此，雖由薩莫奈人統治，龐貝實質納入羅馬勢力範圍，並在第三次薩莫奈戰爭及與皮洛士的貝內文托戰役 (前275年)中持續支持羅馬。
整個西元前3至2世紀期間，龐貝維持相當程度的自治，進入最繁榮且擴張的時期，城市範圍達到最終規模。此時建成市集廣場與多座公共及私人建築，展現出高超的建築技藝。城牆亦以萨尔诺石加固，捨棄先前的雙重圍牆設計，但自西元前2世紀起，雙重牆體再度盛行，並嵌入凝灰岩石塊，以應對漢尼拔來襲及第二次布匿战争所帶來的緊張局勢。
即便面臨政局不穩及富裕市民逐漸遷往地中海東部較為平靜的城市，龐貝仍憑藉葡萄酒與橄欖油的生產與貿易維持繁榮。這些產品出口至普羅旺斯與希斯帕尼亚，加上城郊農場蓬勃發展的農業，進一步鞏固了其經濟基礎。

### 羅馬時期

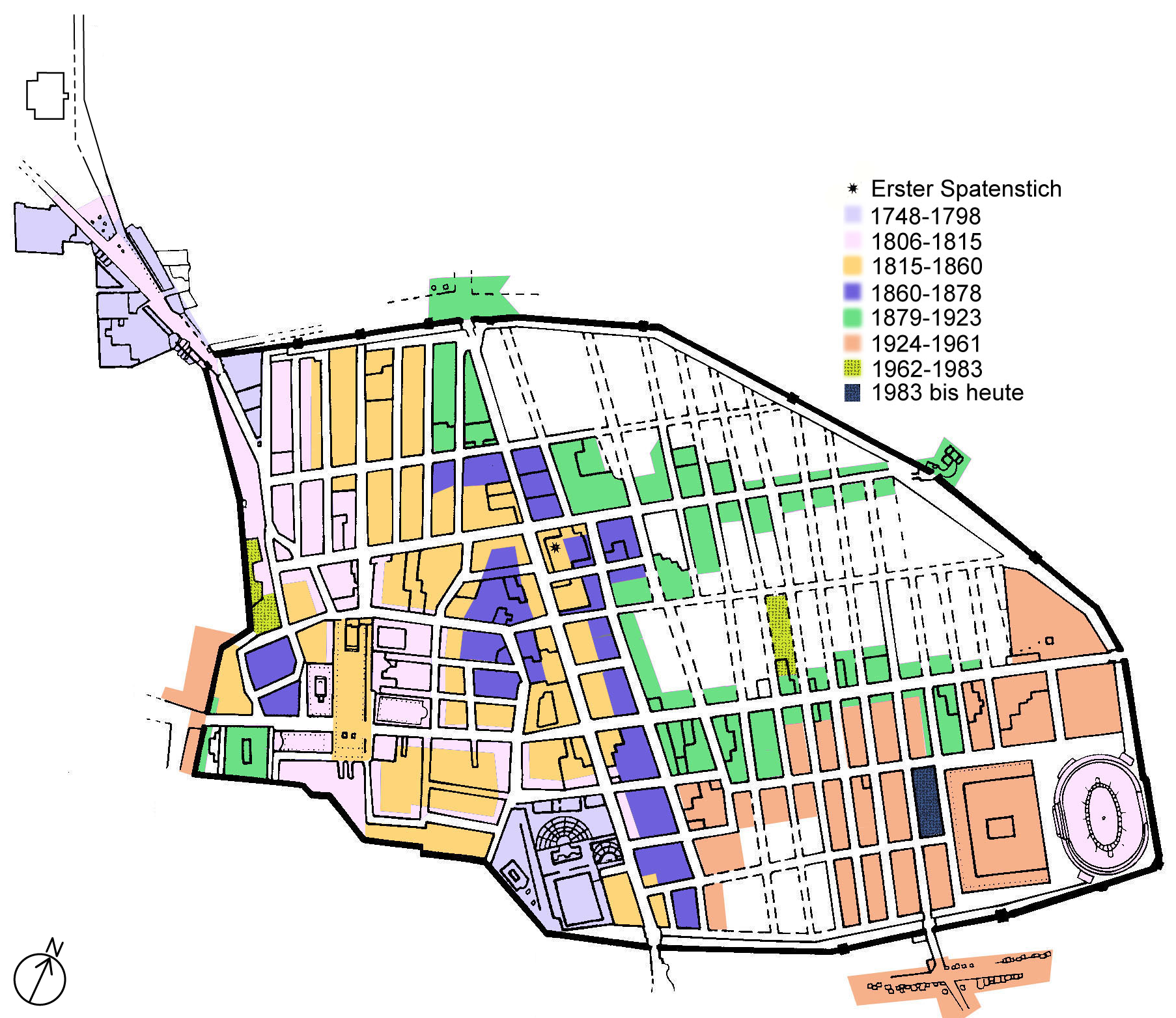
龐貝市街圖與挖掘年代

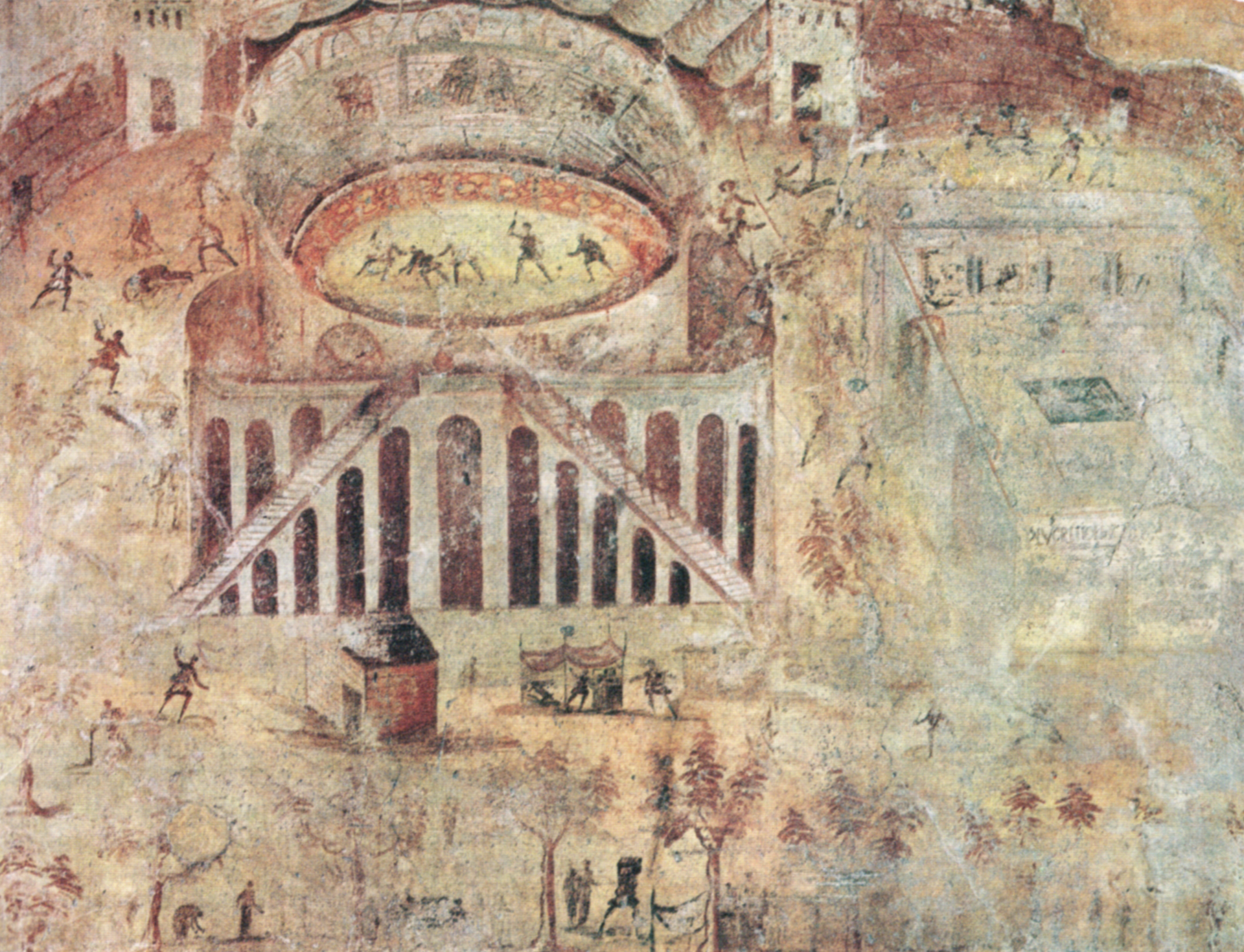
描繪龐貝人與努拉吉人在圓形劇場中戰鬥的壁畫

羅馬元老受龐貝肥沃土地與溫和氣候吸引，開始瓜分周邊土地。由於龐貝居民無權成為羅馬公民，最終於同盟者戰爭中對抗羅馬。戰爭在即，龐貝強化城牆、防禦塔樓，開放諾拉門、薩爾諾門與卡普亞門，並組建軍隊。
羅馬很快展開反擊：攻佔斯塔比亞與赫庫蘭尼姆後，軍隊由盧基烏斯·科爾內利烏斯·蘇拉率領，可能包括西塞罗，向龐貝推進，並在赫庫蘭尼姆門與維蘇威門附近以巨型石彈攻擊城牆，現仍可見當時留下的痕跡。據信當時還有海軍參與。
龐貝人在盧基烏斯·克魯恩齊奧率領的凯尔特人援助下頑強抵抗，後者由蓋烏斯·帕庇烏斯·穆蒂盧斯派遣而來。羅馬軍被迫撤退，不久後卻於諾拉再戰凱爾特人，導致約一萬八千人陣亡。龐貝最終於西元前89年夏或秋季投降，整體過程幾近和平，城市也未遭嚴重破壞，自此完全納入羅馬統治。
龐貝居民獲得羅馬公民身份後，該城隸屬於梅涅尼亞氏族，地位提升為市鎮，由四人法官團管理。西元前80年，普布利烏斯·科爾內利烏斯·蘇拉將龐貝升格為殖民市，命名為「科爾涅利亞·維娜莉亞·龐貝人殖民市」（Colonia Cornelia Veneria Pompeianorum）。此後，龐貝由一群新興勢力（homines novi）管理，組成包含八十至一百人的市議會（ordo decurionum），並選舉地方官員。此外，還有由具投票權市民選出的兩人長官與市政官，祭司亦由此產生，唯獨奧古斯都協會會員（Sodales Augustales）由羅馬皇帝直接任命。
其他官職包括坊區長（magistri vici）與鄉區長（magistri pagi），負責拉爾的崇拜及地方政治管理，分別治理城牆內外的坊區與鄉區（vici與pagi），兩者同時構成選區。部分區名可從牆面選舉塗鴉辨識，如Forenses、Campanienses、Salinienses等。
原有的薩莫奈貴族逐漸從地方政治中消失，羅馬貴族則遭大規模財產沒收，土地重新分配給蘇拉退伍軍人。這些退伍軍人在今日的博斯科雷亚莱、博斯科特雷卡塞及泰尔齐尼奥地區建立農莊，形成所謂的「奧古斯都·幸福郊區坊區」（Pagus Augustum Felix Suburbanus），殖民者與當地居民共處。儘管受羅馬征服，龐貝人的生活模式並未有重大改變。官方語言轉為拉丁語，但奧斯坎語與希臘語仍廣泛使用，部分塗鴉即可證明此點；此外，度量衡系統亦沿用奧斯坎制約半世紀，最終才全面引進羅馬呎。
西元前27年，奧古斯都即位，為龐貝的羅馬化進程注入新的動力。蘇拉軍團被奧古斯都支持者取代，許多舊薩莫奈家族透過婚姻與收養與羅馬人結盟。富裕的羅馬貴族開始在當地投資土地與商業，引入奧古斯都時期的建築與藝術風格，使龐貝成為羅馬貴族喜愛的避暑勝地。大劇場由霍爾科尼家族修復並獻給奧古斯都，歐瑪琪婭樓也在此時興建，內設奧古斯都家族的雕像，甚至興建了奧古斯都幸運女神神殿。此外，塞里諾羅馬引水道亦透過支線連接龐貝。此和平時期推動了海運發展與港口繁榮，龐貝成為重要的出口中心，葡萄酒出口至纳博讷高卢，同時大量進口外國商品。
然而，在卡利古拉統治末期（西元40年）爆發了原因不明的政治危機，皇帝甚至親自擔任兩人長官；在克勞狄一世統治期間（41–52年），未見行政官員記錄，僅在奧古斯都幸運女神神殿內留有兩塊大理石基座。
尼祿時期（特別是西元59年前後），龐貝市況保持穩定；然而，龐貝人與諾切拉人衝突爆發於龐貝競技場，造成多人死亡。此事件影響深遠，甚至被塔西陀在《編年史》中記載。羅馬當局下令關閉競技場十年，並取締所有非法社團。衝突可能起因於尼祿於西元57年將諾切拉升格為殖民市，對龐貝造成經濟損失，也可能含有政治因素。

### 西元62年地震與西元79年火山噴發

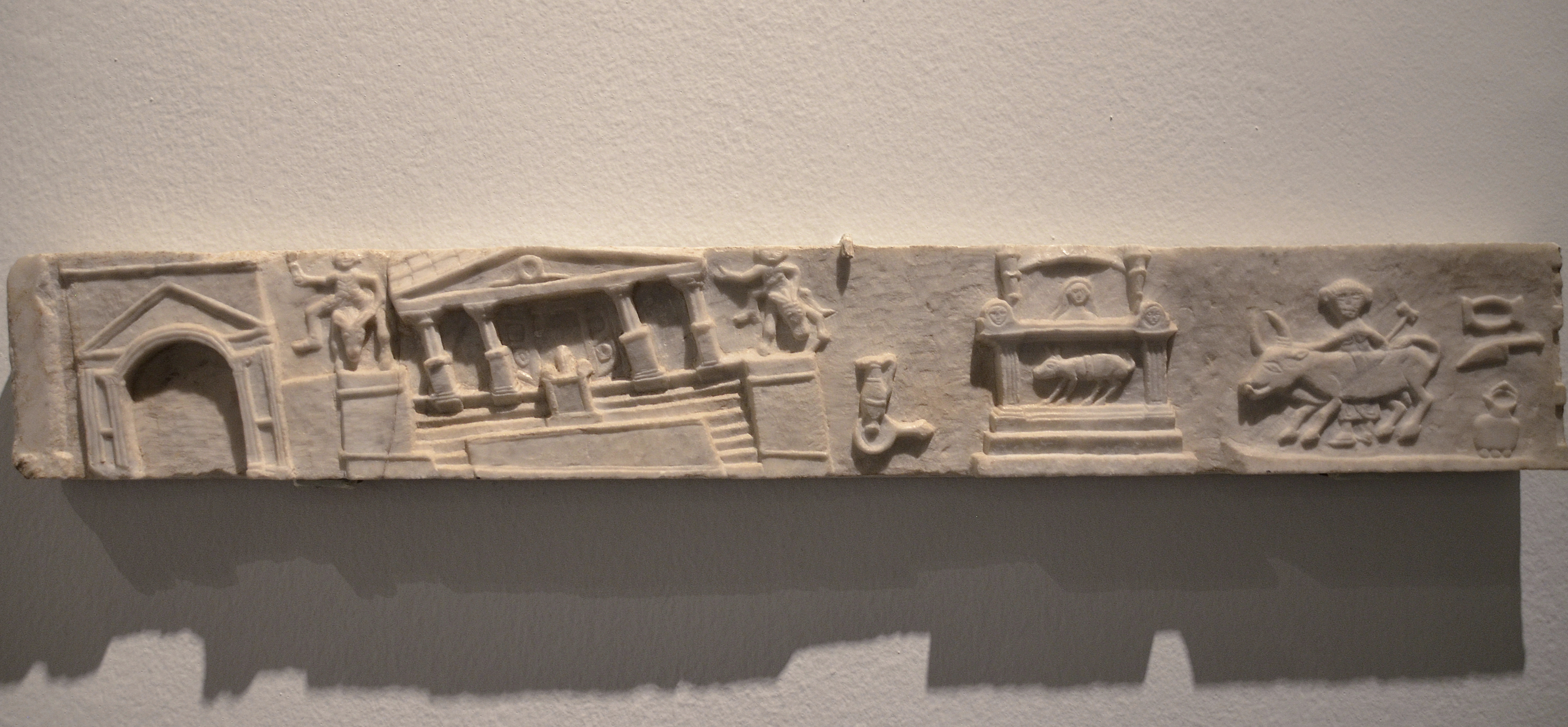
描繪龐貝古城廣場上的建築物傾斜的浮雕。

西元62年2月5日，一場猛烈的地震襲擊了龐貝及其周邊平原，震度估計達到麥加利地震烈度表的五至六級，震央位於鄰近的斯塔比亞城（Stabiae）。這場地震造成大量破壞與建築倒塌，從盧修斯·凱基利烏斯·喬孔多之屋內的壁畫可見一斑，特別是描繪維蘇威門、引水城堡、廣場及朱庇特神殿所受的損壞情形。
此次地震對城市生活造成嚴重衝擊，許多富裕階層為安全起見遷離，商業活動也隨之急劇衰退。隨後的龐貝成為一座大型工地，重建工作持續進行，並伴隨著房地產投機現象，許多人靠經營租賃與承包修復工程致富。當時是否得到皇帝尼祿或韦斯帕芗的資助尚不明朗，但由居民多年累積的財富推動，建造了大量鋪有大理石的豪華建築：最密集的地區第六區與第八區得以迅速修復，伊希斯神殿也在此時由一名自由民捐資重建。然而，在地震後的十年間，政治與行政的混亂依舊未解決：韋斯帕先曾派遣保民官提圖斯·蘇艾迪烏斯·克萊門斯（Titus Suedis Clemens）前往龐貝，處理私人非法佔用市政土地的問題。修復工程尚未完成，便在西元79年（介於8月至11月某個清晨），維蘇威火山爆發，劇烈的火山噴發徹底終結了龐貝。

維蘇威火山爆發所影響的龐貝、赫庫蘭尼姆與其他城市。黑色雲層代表火山灰、浮石與煤渣的大致分布。圖中顯示現代海岸線

#### 經過
關於火山爆發的日期，根據《小普林尼書信》，傳統上認為發生於8月24日。然而，後續證據推測火山噴發可能發生於十月或十一月之間。2018年，在龐貝一處住宅發現了一幅塗鴉，標記的日期為10月17日，這進一步質疑了傳統上8月日期的正確性，認為普林尼文本中可能存在抄寫錯誤。此發現被部分學者視為目前已知最接近爆發時間的直接證據，並被列為「最可能的噴發日期」之一。[。
據悉在火山爆發數日前便有地震前兆，當天，一朵呈松樹形狀的雲自火山口升起；約在中午13時，隨著一聲巨響，封堵火山口的固態岩漿破裂，引發連續不斷的火山灰與火山礫降落至城市，在約五小時內堆積至一公尺深，導致屋頂初次倒塌。隔日清晨6時，當火山物質已達兩公尺深時，一股火山碎屑流襲擊龐貝城牆，隨後7時再次發生、數分鐘後又一次，最後在8時出現最猛烈的碎屑流，造成所有倖存者死亡。至10時噴發強度開始減弱，然而火山灰仍持續降下四日，直至完全停止：龐貝被約六公尺厚的火山沉積物掩埋，只露出柱子殘骸與建築上層。

#### 後果
關於當時的人口數量尚無定論，估計介於六千至兩萬人之間，而目前發現的遺體數量約為1150具，考慮尚未挖掘區域，推測總罹難人數可達1600人左右；須指出，多數居民於火山初期噴發時即成功逃離。在約一千一百五十名已確認的罹難者中，有三百九十四人被發現在下層的火山礫堆中，幾乎全數死於建築物倒塌，因屋頂承受不住火山沉積物的重量而坍塌；另有六百五十具遺體則發現在火山碎屑堆的上層，死於戶外，遭到噴發第二階段炙熱火雲的吞噬。許多龐貝居民試圖逃避火山灰與火山礫，有些人用枕頭掩住口鼻；逃向赫庫蘭尼姆門的居民幾乎全數罹難，相比之下，從斯塔比亞沿海岸逃生者的生存機率較高，儘管海灘遭受連續地震引發的海浪衝擊，多數船隻也已損毀。
透過考古挖掘與石膏翻模技術得以重現部分居民生命最後瞬間的姿態：例如一名身上佩戴大量珠寶的婦女，其同行者為一名用床單包裹頭部的十四歲少女；一名手持拐杖、背著裝滿糧食袋子的乞丐；一對緊握雙手的夫婦；一名可能是運動員的男子，手中握有裝滿油脂的小瓶；一個由十三人組成的小團體，其中包括一名奴隸、兩名孩童及一位行動不便的女性；伊希斯神殿的祭司們，其中一人背負著可能代表神殿寶藏的黃金；以及一群奴隸被發現在一間約四平方米的房間內，骨骼斷裂，顯示他們曾試圖透過樓梯從屋頂逃生。除人類外，也有動物罹難，最著名的例子是一隻試圖掙脫繩索的家犬。
火山噴發結束後，維蘇威山的地貌發生變化，形成了兩座山峰及一座新火山錐。龐貝周邊地區覆蓋著厚厚的白色沉積物，沙诺河幾乎無法流通，而海岸線因火山活動向海面延伸。皇帝提圖斯派遣救援隊前往坎帕尼亞，並嚴禁任何人進入災區；同時下令拆除所有無繼承人的財產，將其建材回收再利用於重建工程，這使得大量大理石、鉛製水管、雕像及珍貴財寶得以保存，其回收方式包括挖掘地下通道。即便如此，噴發後立刻出現的掠夺行為仍時有所聞。
約於西元120年，哈德良下令修復通往斯塔比亞與諾切拉的道路，但龐貝城址未再重建，舊址逐漸被植被覆蓋，最終完全從地表消失。

## 重新挖掘

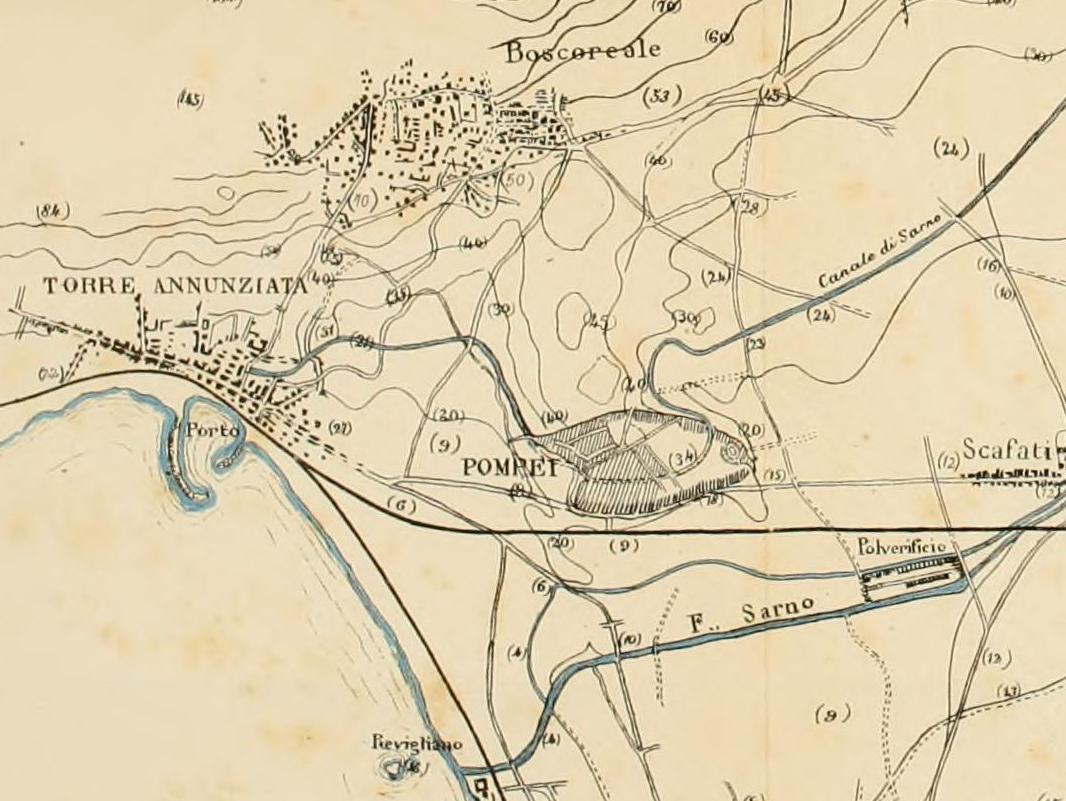
建於16世紀的地下水道穿越龐貝遺址

菲奧雷利所劃分城市區域圖

災難發生後，提圖斯任命兩位前執政官領導賑災行動，並自皇室財庫撥款協助火山災民。 他曾於公元79年火山爆發後造訪龐貝，隔年再次前往， 但未嘗進行重建工程。
城市被火山灰覆蓋後不久，即遭倖存者與掠奪者搜括財物。現存證據顯示，許多大理石雕像與建筑材料從廣場與住宅中被拆除搬走，牆體上亦可見挖掘造成的洞口。因龐貝並未完全掩埋，高樓建築的上半部仍露出地表，方便辨認挖掘位置與回收材料。 考古學家甚至在一戶住宅牆上發現羅馬時代的塗鴉，寫有「此屋已挖」（拉丁文："hunc locum effodit"）。
龐貝的名稱與具體位置在隨後數世紀漸被遺忘，雖然在4世紀的《波伊廷格地图》中仍有標記。公元471–473年與512年的維蘇威火山再次爆發，使遺跡進一步埋藏於更深層的火山堆積物之下。該地區地勢異於周邊，因此被當地人稱為「La Civita」（義大利語：「那座城市」）。
1592年，建築師多梅尼科·丰塔纳在為托雷安農齊亞塔建設水車時挖掘地下水道，意外發現覆有壁畫與銘文的古牆。他的水道工程穿越大片遺跡區域，今日多處仍可見其痕跡。然而方塔納並未公布此發現，龐貝仍被隱匿。
1689年，學者法蘭切斯科·皮凱蒂在當地發現一段牆上銘文「decurio Pompeiis」（龐貝市議員），但誤以為指格奈乌斯·庞培將軍的別墅。後來法蘭切斯科·比安奇尼與朱塞佩·馬克里尼指出該地即為龐貝古城所在。馬克里尼於1693年展開挖掘並著書確認遺址位於「La Civita」之下。
1738年，波旁王朝的查理王子於赫庫蘭尼姆建造夏宮時，工人首次有系統地發現大量古物，引起廣泛關注。1748年，軍事工程師羅克·華金·德·阿爾庫比耶雷在龐貝展開正式挖掘工作，儘管當時尚未確認遺址身份。 1763年出土的一段銘文「[...] Rei Publicae Pompeianorum [...]」終於確認該城即為龐貝。隨後，卡爾·雅各布·韋伯率先導入系統性的考古方法。1764年，法蘭西斯科·拉·維加接掌，並於1804年由其弟彼得羅·拉·維加繼任，持續深入挖掘。
拿破崙軍隊於1799年進占拿坡里後，龐貝挖掘轉由法軍管理，並在1806–1815年間投入大量人力（最多達700人）與資源。這一時期首次自東西向連接龐貝北部與南部區域，並揭露主幹道之一的豐饒之道部分路段，為後人了解城市結構奠定基礎。此階段出土著名建築包括農牧神之家、梅南德之家、悲劇詩人之家與外科醫生之家等。
1863年，考古學家朱塞佩·菲奧雷利接掌挖掘工作，改革龐貝的研究與保存方法。他觀察到火山灰層中含有空洞，內部遺留人類遺骸，即發明灌注石膏以重塑罹難者姿態，成為龐貝最知名的發現之一。現今則多改用透明樹脂，既耐久亦便於骨骼分析。菲奧雷利亦建立系統性的紀錄方法，將城市劃分為九個區（Regio）與街區（insulae），為每戶住宅（domus）編號，並創辦首份官方考古通報。他主持挖掘至1875年，期間城市西部幾乎全面出土。

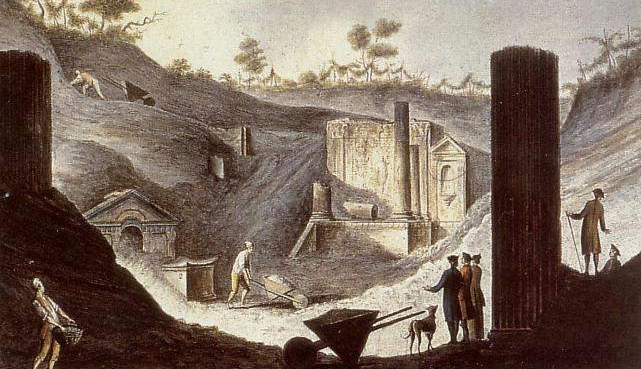
描繪18世紀龐貝廢墟的發掘圖，由皮埃特羅·法布里斯（英语：Pietro_Fabris）所繪。
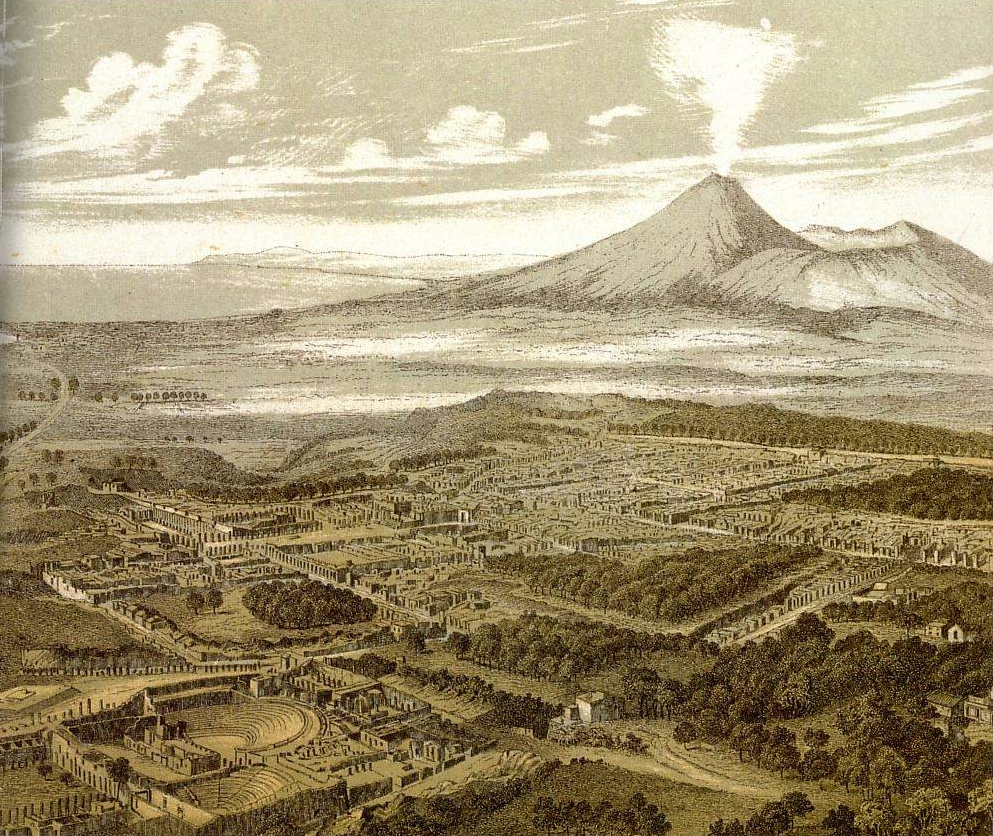
西南方向看到的龐貝古城，1850年
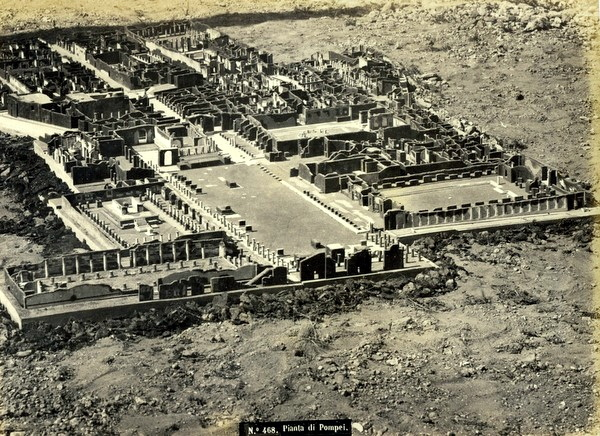
羅伯托·里夫所製作的《龐貝古城透視模型》。
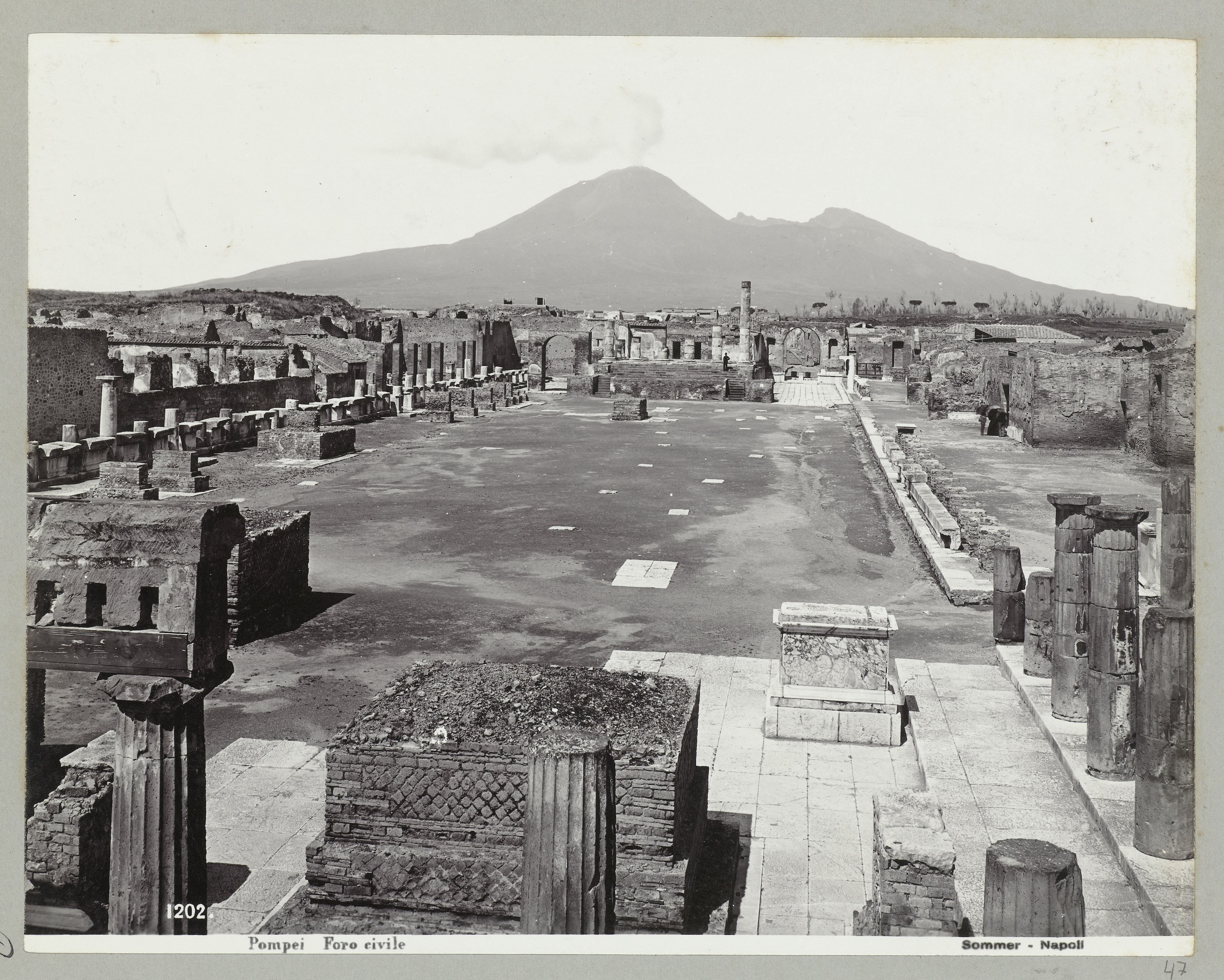
1900年的龐貝

### 現代考古

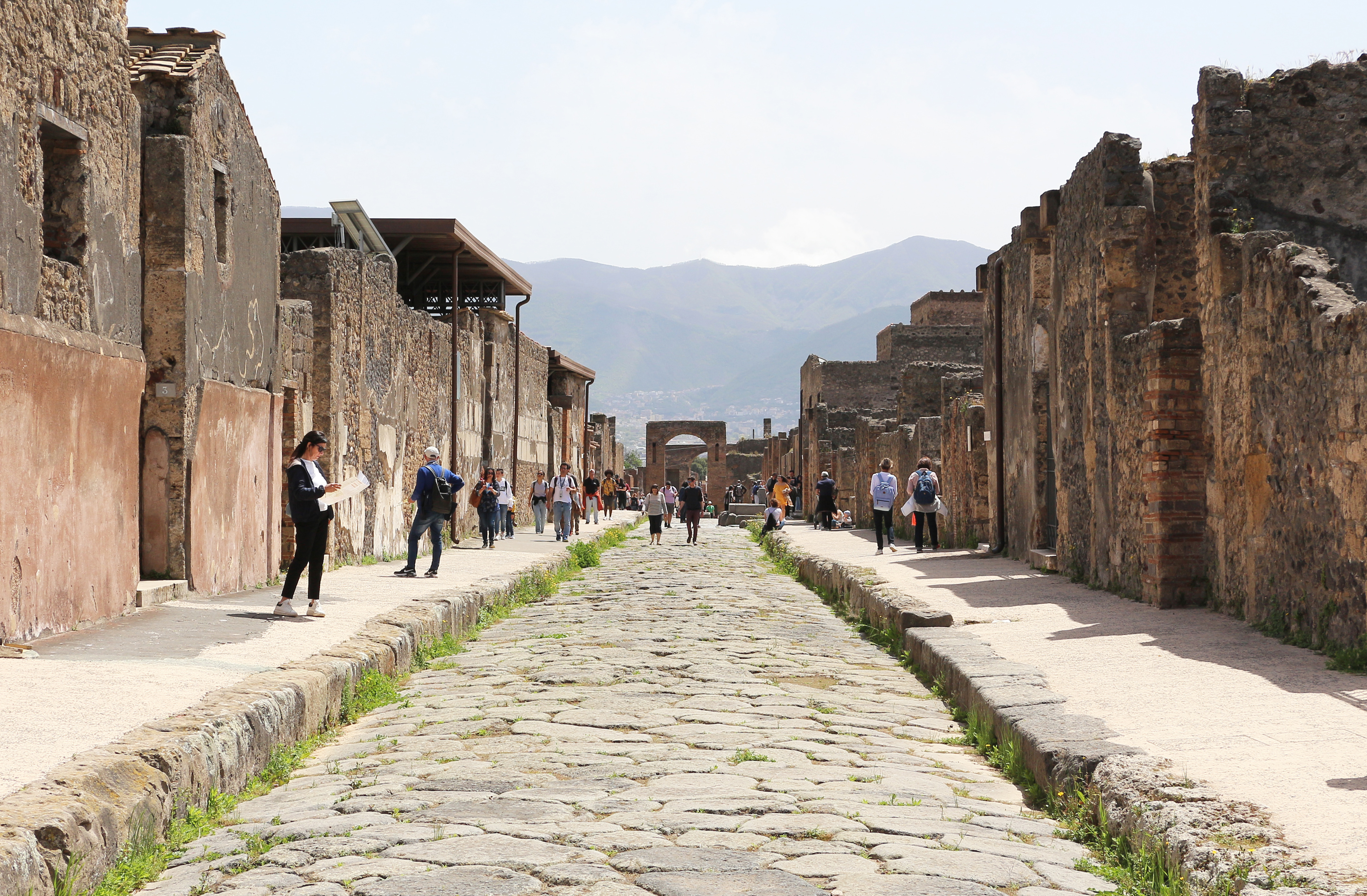
龐貝的主街道豐饒之道

在菲奧雷利之後，多位考古負責人持續進行挖掘，方法愈發系統化與審慎，但重點仍多放在發現引人注目的文物與揭露更多房屋，而非解答有關城市本身與其長期保存的核心問題。
1920年代，阿梅代奧·馬尤里首次挖掘公元79年之前的早期地層，藉此了解該地的聚落歷史。 馬尤里在1950年代進行了最後一次大規模挖掘，幾乎完全揭露了豐饒之道以南與城牆區域，但相關科學紀錄相當薄弱。遺址保存方式零散混亂，其重建工程與原始遺跡難以分辨，這對研究真正的古代遺物造成巨大障礙。1980年大地震後亦進行了爭議性重建，導致進一步破壞。此後的工作僅限於已出土區域，僅針對性地進行探測與挖掘。如今不再計畫大規模挖掘，考古學者轉而專注於重建、紀錄與延緩遺跡劣化。
2018年12月，考古學家於神秘別墅中發現了戴著馬具的馬匹遺骸。
在「大龐貝計畫」的推動下，超過2.5 km（1.6 mi）的古城牆穩定性獲得提升，主要透過處理街道後方未出土區域以改善排水，降低地下水與土壤壓力對牆體的侵蝕風險，特別是在雨季時尤為顯著。挖掘工作也重啟於第五區（Regio V）的尚未出土部分。
2020年11月，考古學家在厚達2米（6.6英尺）的火山灰層中發現兩具男性遺骸，研判為一名富人與其奴隸。他們可能於第一次爆發中倖存，卻於隔日第二波爆發中喪生。骨骼研究顯示其中一位為體力勞動者，推測具奴隸身分。
同年12月，第五區又出土了一座保存良好的古羅馬熱食鋪。該店鋪壁畫色彩鮮明，描繪販售食物的圖像，出土陶罐中仍殘留有鴨、山羊、豬、魚與蝸牛等餐點遺留物。 另發現青銅奠酒碗、酒瓶、雙耳瓶與陶製湯鍋。一幅壁畫描繪一隻繫著項圈與牽繩的狗，可能用作警示標語。現場還發現一具體型嬌小、肩高僅20—25 cm（7.9—9.8英寸）的犬隻骨骼，顯示古羅馬時期已有犬種馴育與縮小化現象。
2021年1月，考古團隊在西維他·朱利安那（Civita Giuliana）一棟豪華別墅的門廊發現一輛保存完好的「大型四輪典禮馬車」， 由青銅與紅黑色木板構成，背面裝飾銀與青銅浮雕徽飾，推測為婚禮儀式用車。該文物已於2023年修復，並展出於戴克里先浴場。 此地亦發現兩具受害者的石膏模鑄屍體與一匹仍佩戴馬具的馬匹骨骼。
同年稍後，在通往薩爾諾門（Porta Sarno）道路旁，出土一座公元一世紀的彩繪墓葬，屬於解放奴隸馬庫斯·韋內里烏斯·塞昆迪奧，其中包含罕見的木乃伊化人類遺骸。 銘文記載他曾任維納斯神廟管理者與皇帝祭司團「奧古斯塔列斯」成員，並舉辦希臘與拉丁語戲劇演出，顯示當時龐貝已有希臘文化活動的痕跡。
2024年4月，作為穩固未出土與出土區域邊界計畫的一部分，在第九區的諾拉之路（Via di Nola）一棟建築內，考古學家發掘出一間廳堂，牆面繪有與特洛伊戰爭相關主題的罕見壁畫。 其中一幅描繪海倫與帕里斯，另一幅則為阿波羅追求卡珊德拉。廳堂約15公尺乘6公尺，黑色牆面可能為掩飾照明產生的煙痕。
2024年6月，一座神龕（sacrarium）於第九區出土，其牆面罕見地塗以藍色並繪有四季女神（荷赖）壁畫。出土器物包含15個雙耳瓶、2個青銅水壺與2盞青銅油燈，房間面積約8 m2（86 sq ft）。
2025年，一座大型的豪宅浴場出土。一幅描繪戴奧尼索斯（酒神）秘儀祭典的等身壁畫被發現。

### 保存

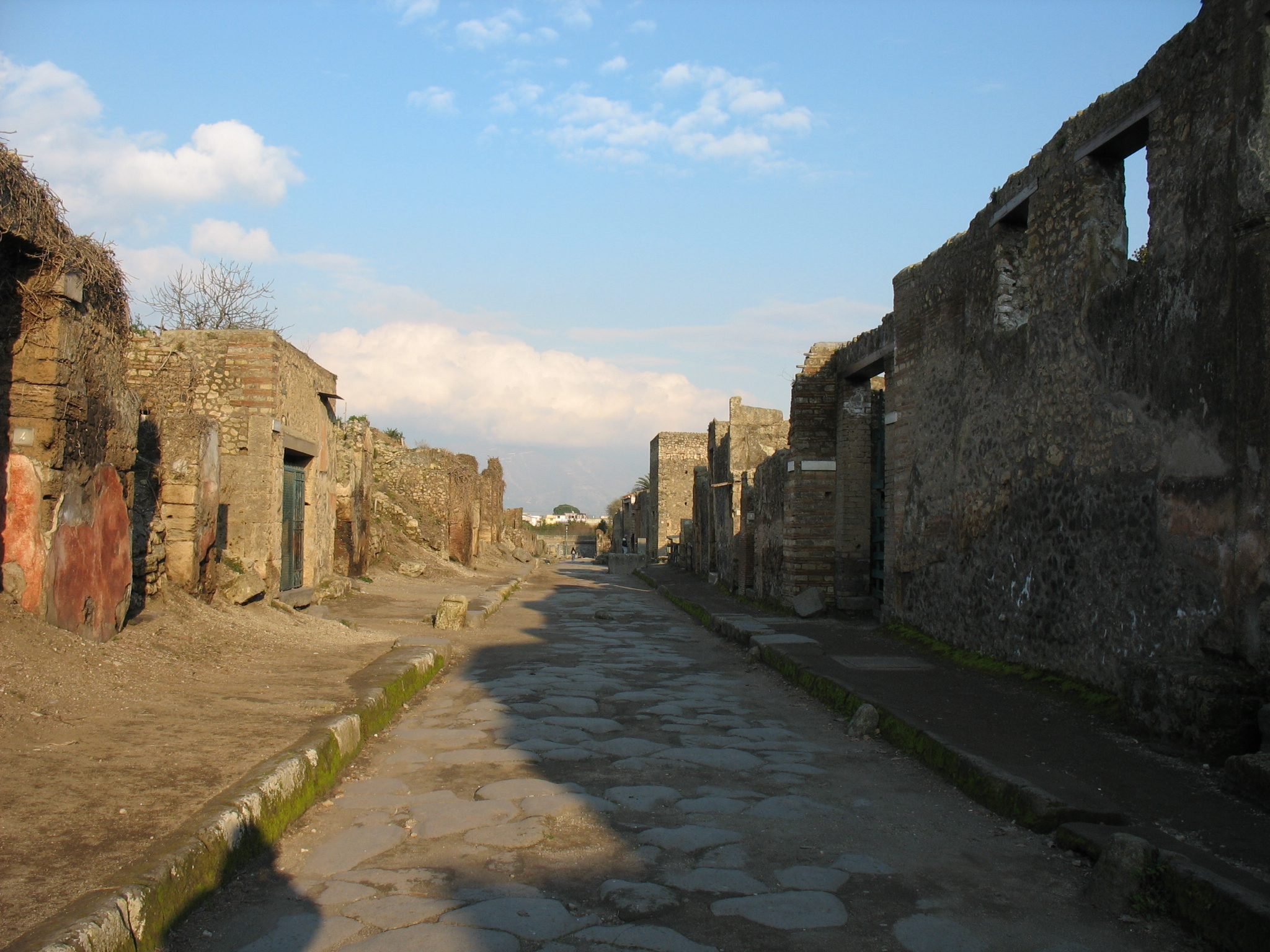
左側建築顯示植物入侵導致的腐朽跡象，人行道上碎石堆積則顯示基礎設施正逐漸損壞。自挖掘以來，行人活動亦使道路與人行道受損。

由於火山灰密封造成的低氧與低濕條件，龐貝在近兩千年間得以保存大量建築與文物。然而，自挖掘以來，龐貝便暴露於自然與人為破壞之中。風化、日照、水害、外來生物入侵、不當的重建與挖掘、觀光壓力與蓄意破壞等問題，皆對遺址造成不同程度的損害。
除了部分具觀光與歷史價值的核心建築外，多數建物缺乏完善的防護措施，導致壁畫與馬賽克褪色甚至消失。雖然城市已有約三分之二範圍出土，遺跡卻正持續惡化。
此外，第二次世界大戰期間盟軍空襲曾造成多處建築嚴重毀損。
遺址保存問題長期為國際考古學界關注。世界古蹟基金會於1996年將龐貝列入觀察名錄，並於1998與2000年重申其緊急修復必要性，呼籲建立整合性的建築保存與詮釋計畫。 該組織獲美國運通與山缪·H·卡瑞斯基金會贊助支持相關工作。
2010年，鬥士之家因豪雨與排水不良倒塌，儘管該建築未對外開放，其外觀仍為觀光動線之一，倒塌事件引發國內外輿論對管理疏失的質疑。
近年保存策略逐步轉向以「詮釋與展示」為核心，兼顧成本與可持續性。2012年研究指出，提升展示品質與導覽能有效減緩人為傷害。
2013年6月，聯合國教科文組織警告，若保護工程無實質進展，龐貝恐將列入瀕危世界遺產名錄。為此，2012年啟動「大龐貝計畫」，以歐盟資金為主，為期五年，集中修復高風險區域。2014年，遺址提交更新後的綜合管理計畫，涵蓋考古保存、旅遊路線調整與基礎設施整合。
2020年起，部分多姆斯花園依據壁畫與植物痕跡被細緻復原，重現災前生活樣貌。代表性案例包括朱莉婭·菲利克斯之家、金邱比特之家、洛瑞烏斯·提布提努斯之家、科爾內利烏斯·魯弗斯之家與逃亡者花園。
2021年，幾座長期封閉的多姆斯經修復後重新開放，如歐羅巴船屋、果園之家與戀人之家；同期亦對外開放的還包括剛出土的麗達與天鵝之家。

## 都市規劃
由於龐貝蘊含豐富財富，並融合了希臘、伊特魯里亞與羅馬的歷史背景，其在古羅馬建築研究中特別具價值，尤以建築技術與城市規劃為然。然而，龐貝僅為規模中等的省級城鎮，除龐貝競技場外，並無羅馬主要城市常見的大型紀念性建築。該市亦未經歷早期帝國時期的大規模城市改造，現存建築面貌多可追溯至公元前4世紀以降的時期。
由於灰燼層以下的考古層大多尚未開挖，關於龐貝私人與公共建築的發展演變仍不完全明朗。不過可以確定的是，在公元前89年蘇拉征服龐貝時，城市街道網絡已大致成形，且多數因蘇拉也已建設完成。

### 公共建築

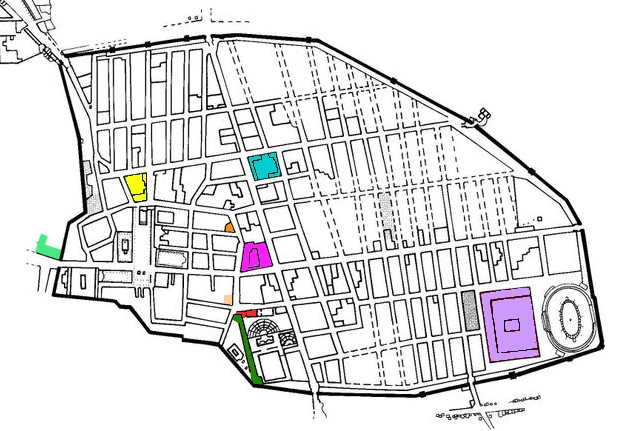
公共浴場與運動設施位置圖

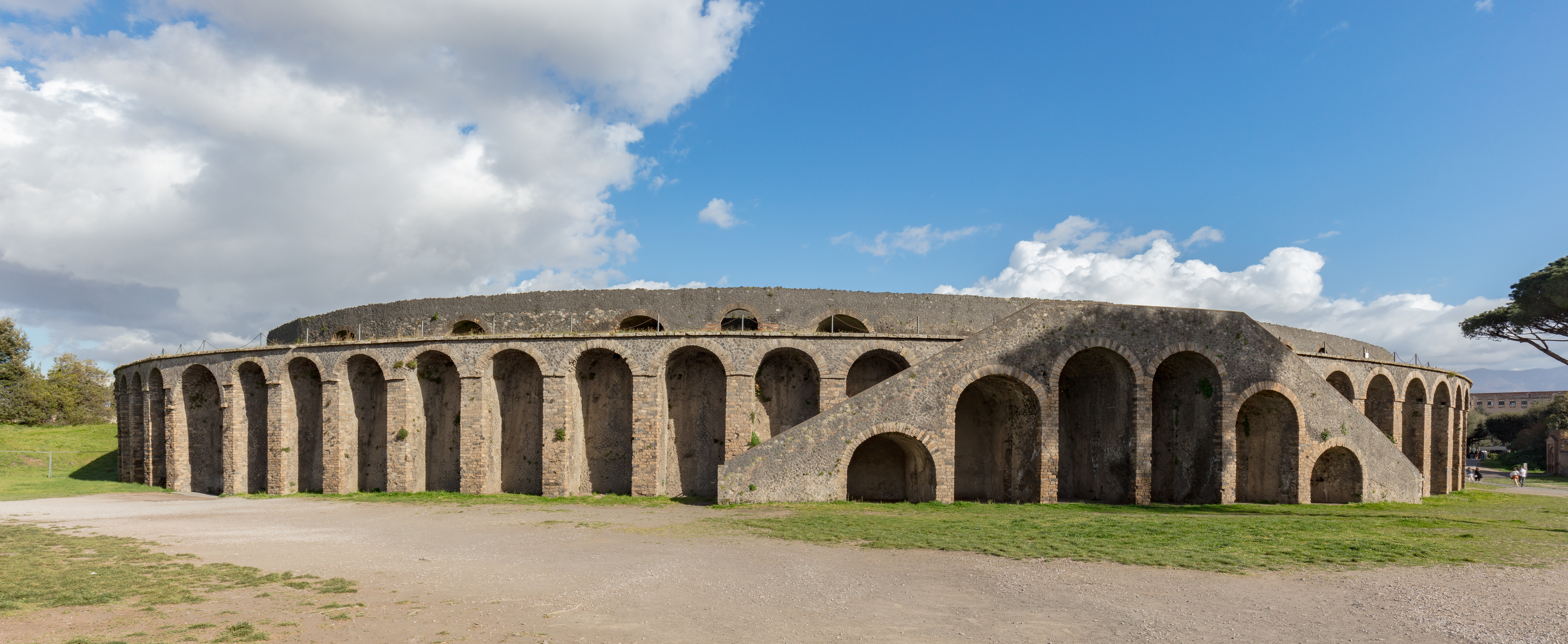
龐貝競技場

在羅馬統治時期，龐貝進入城市發展階段，並於奧古斯都統治初期（自公元前30年起）加速推動公共建設。此一時期新增的設施包括設有角力学校與中央游泳池的圓形劇場、兩座劇場、歐瑪姬雅建築（供慶典與集會之用）以及至少四座公共浴場。圓形劇場更常被引用為古代城市群眾管控設計的典型案例。
其他公共與商業設施尚包括龐貝市場堂（Macellum，即肉品市場）、磨坊兼麵包坊、熱食舖、小酒館（經常與盜賊或妓女往來而聲名不佳的酒館），以及一座專供賣淫活動之用的龐貝妓院。
在莫雷吉內區（Moregine）亦出土一座面積約1,000平方公尺的大型旅館或招待所。該地遺址於建設義大利A3高速公路期間被發現，出土文物包括莫雷吉內銀器寶藏、記錄商業往來的蠟板帳冊以及著名的莫雷吉內手環。
為供應城市用水，龐貝建有一條引水道，服務包括公共浴場、超過25座街道噴泉、眾多私人住宅與商業設施。此系統為塞里諾引水道的分支，該幹道橫跨拿坡里灣地區，亦服務米賽諾海軍基地。位於龐貝內的水塔保存完整，清楚展現當時城市配水與水壓調節的技術細節。

### 建築物列表

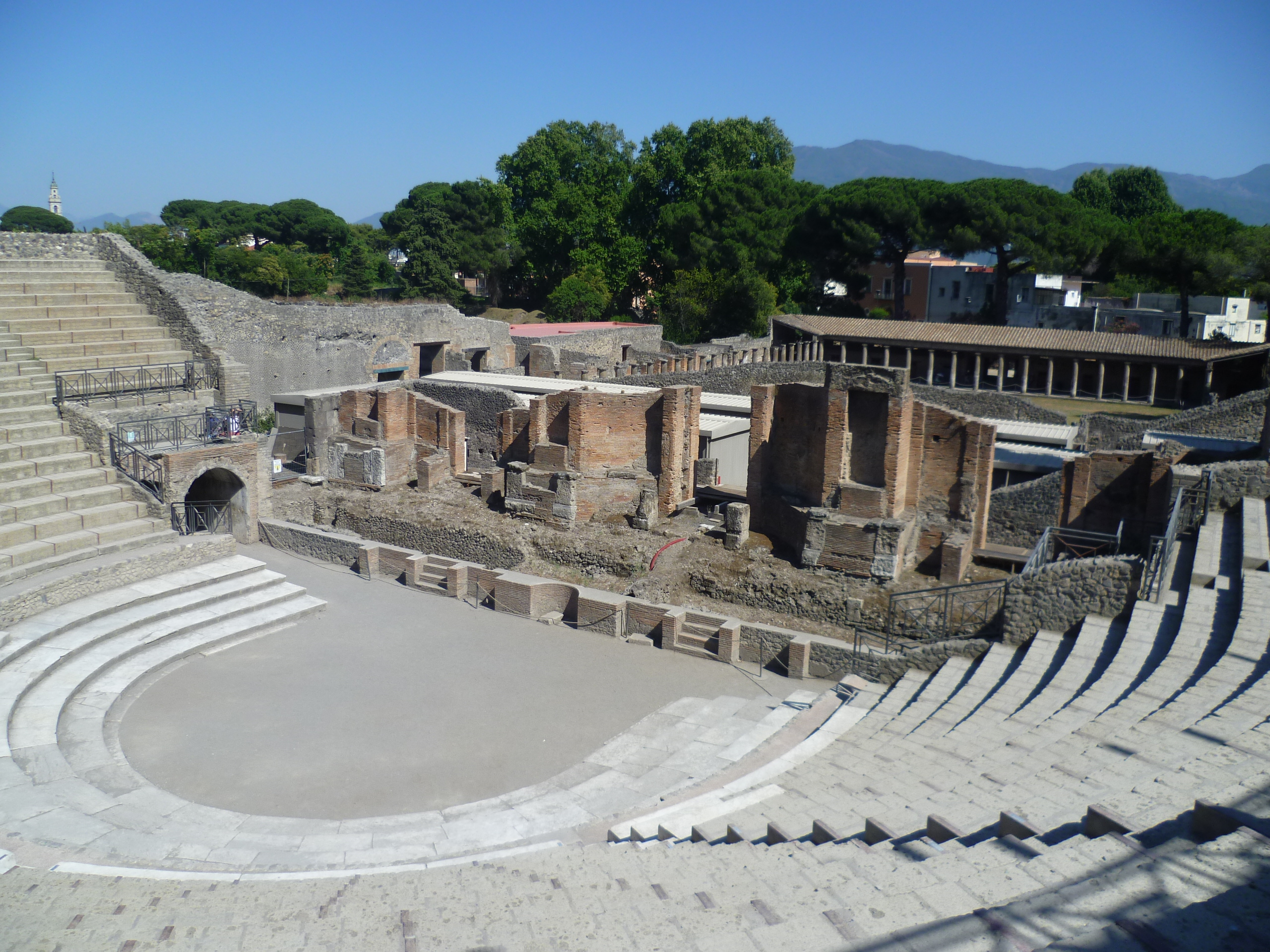
劇院
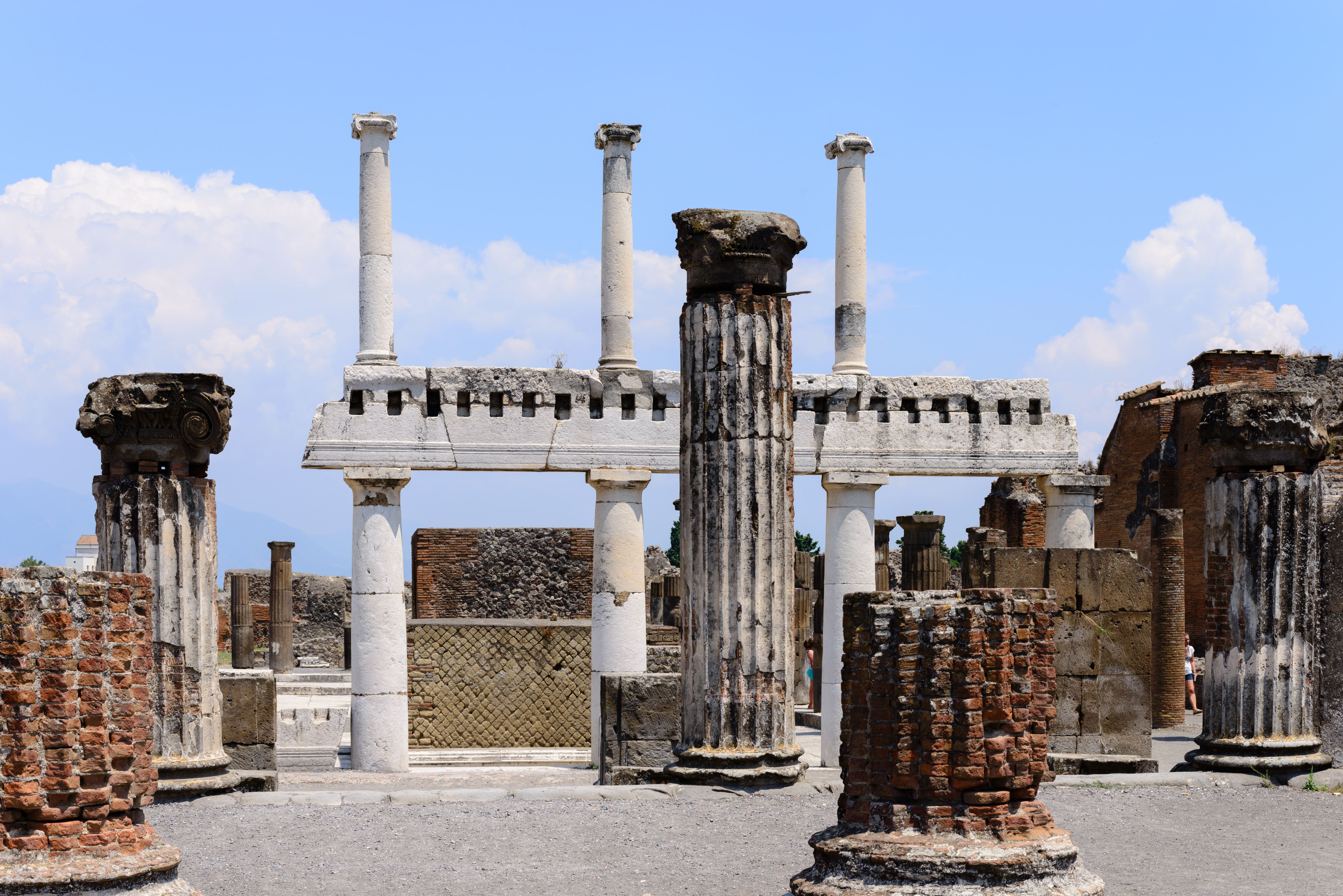
廣場內巴西利卡入口
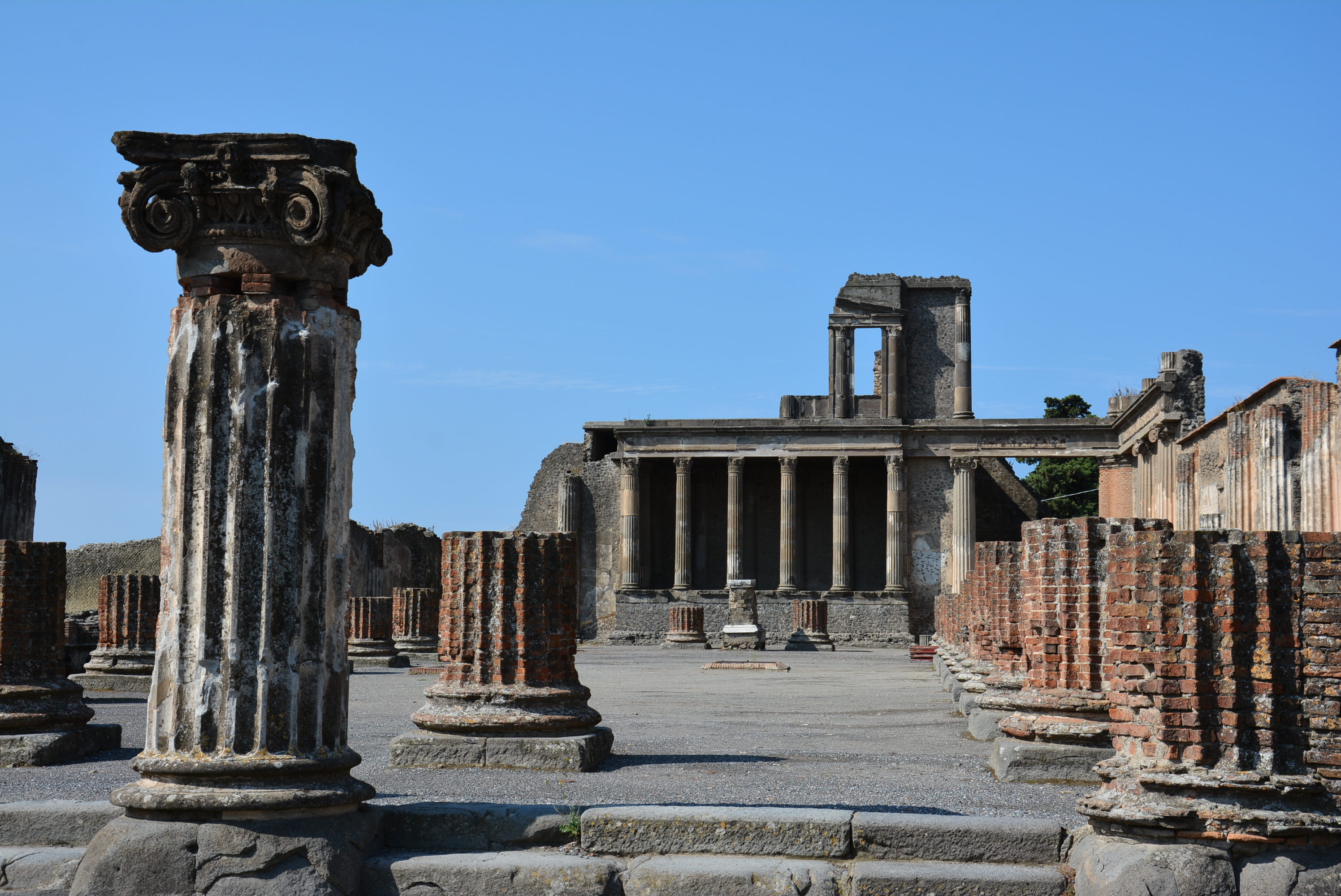
巴西利卡
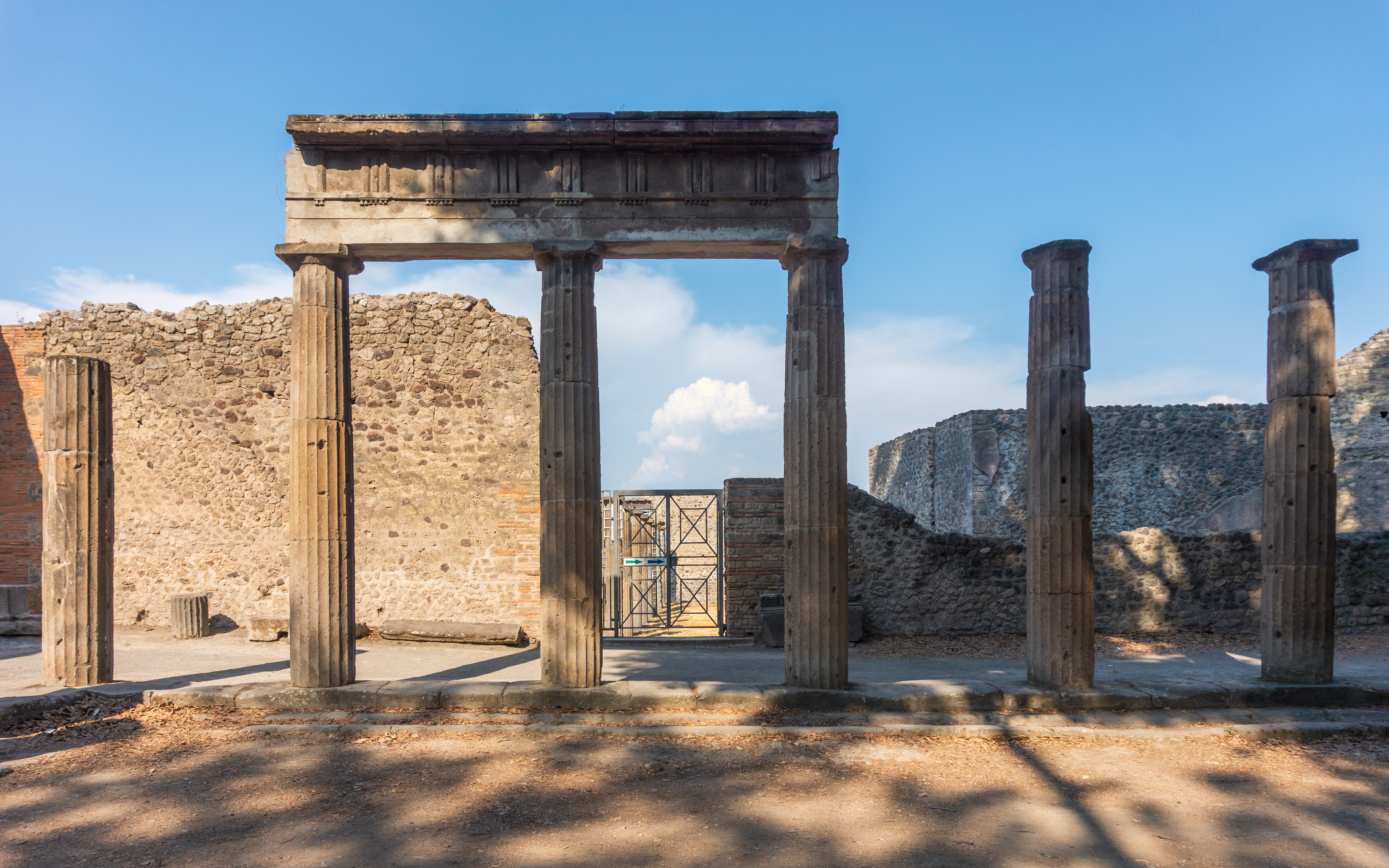
三角廣場
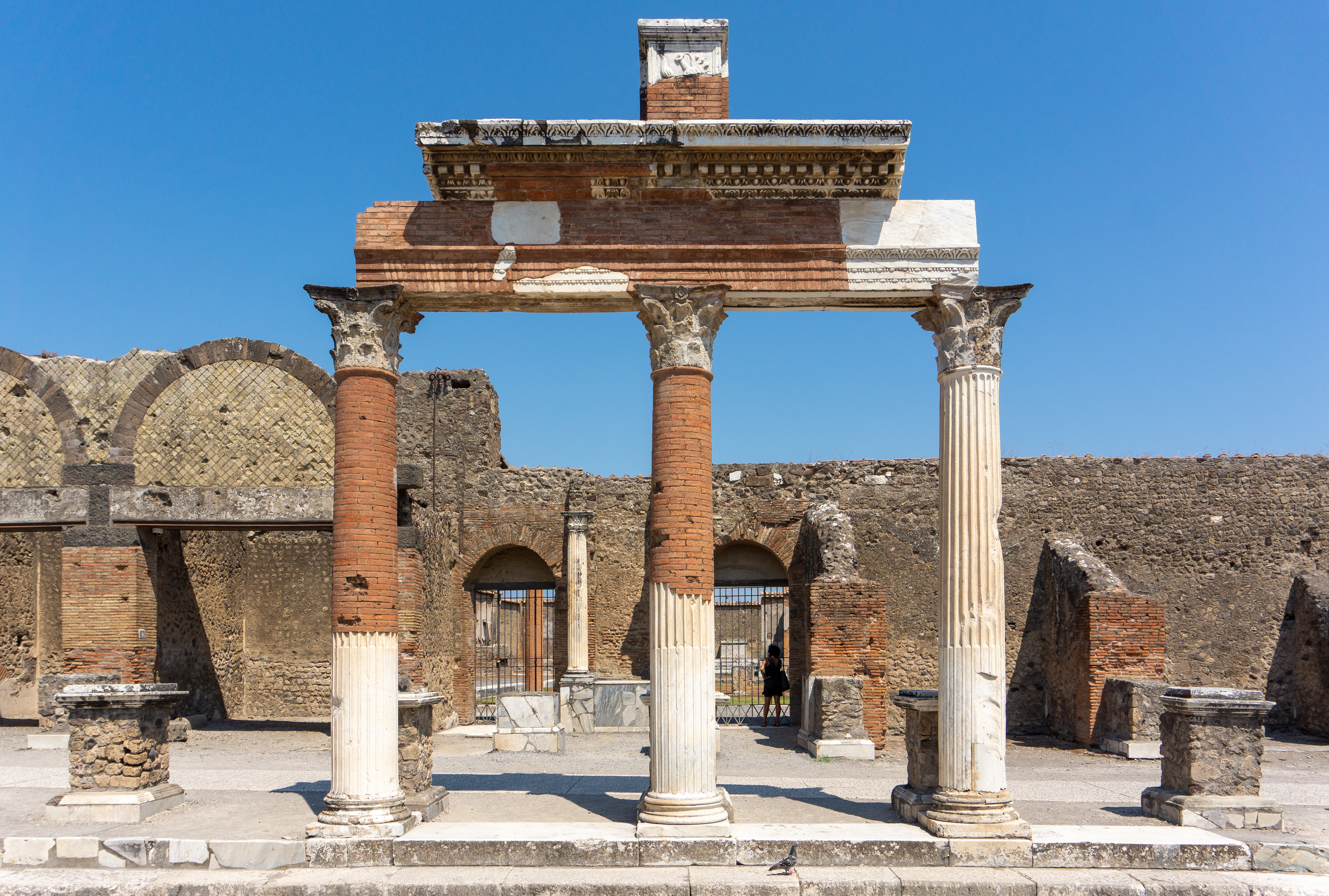
龐貝競技場
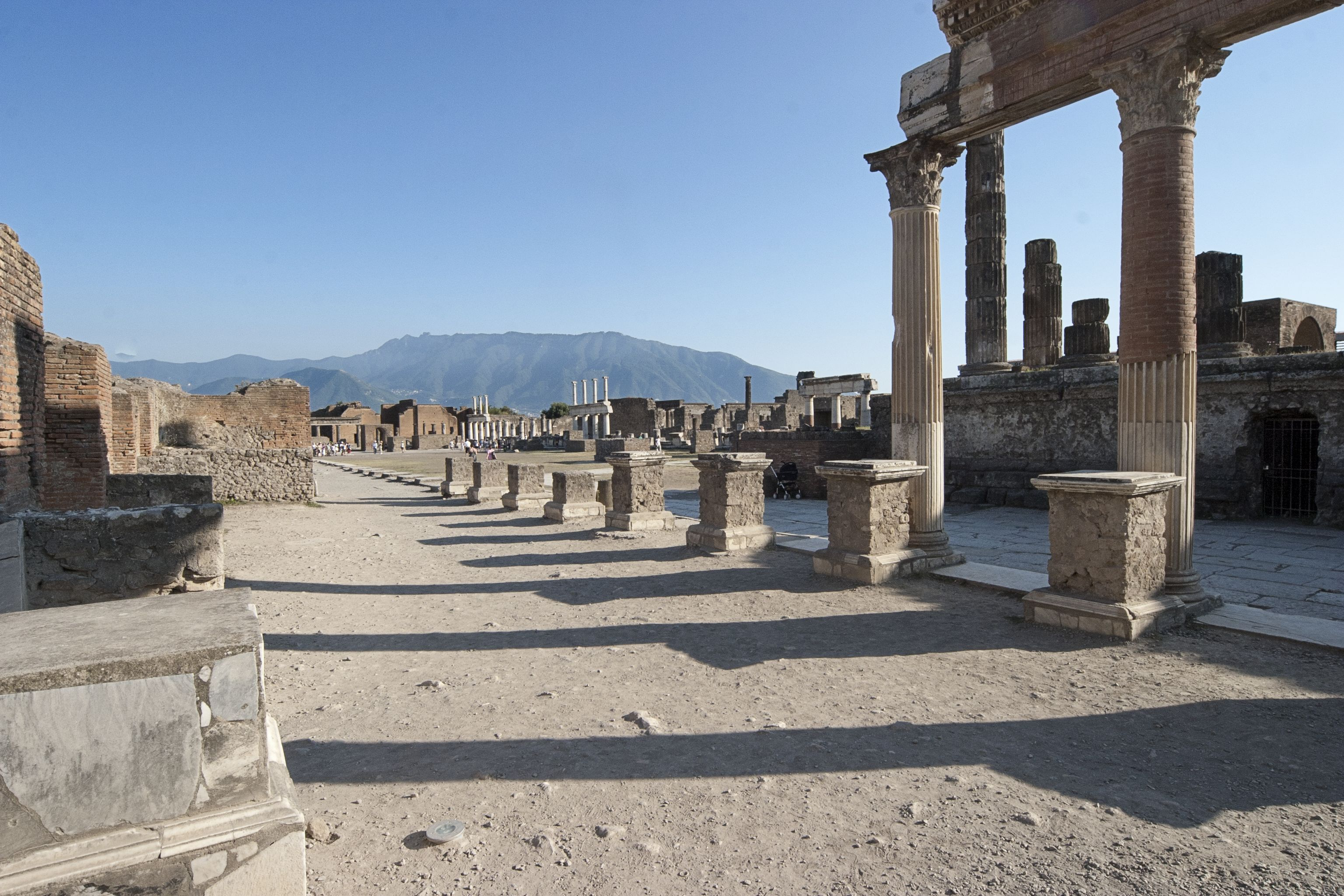
廣場

- 歐瑪琪婭樓（英语：Eumachia#Building of Eumachia）
- 龐貝市場堂（英语：Macellum of Pompeii）
- 龐貝郊區浴場（英语：Suburban_Baths_(Pompeii)）
- 斯塔比安浴場（英语：Stabian Baths）
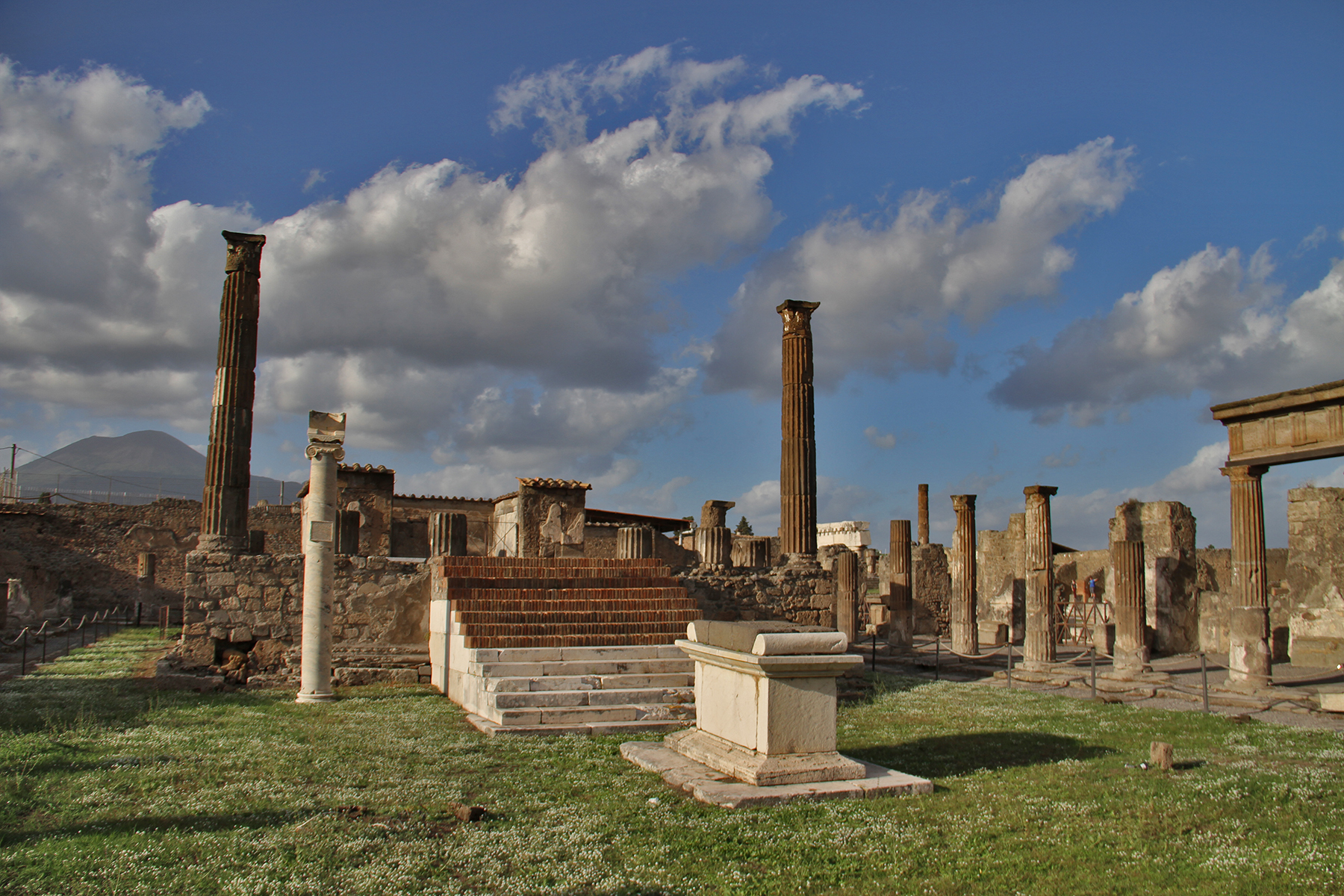
龐貝阿波羅神殿（英语：Temple of Apollo (Pompeii)）
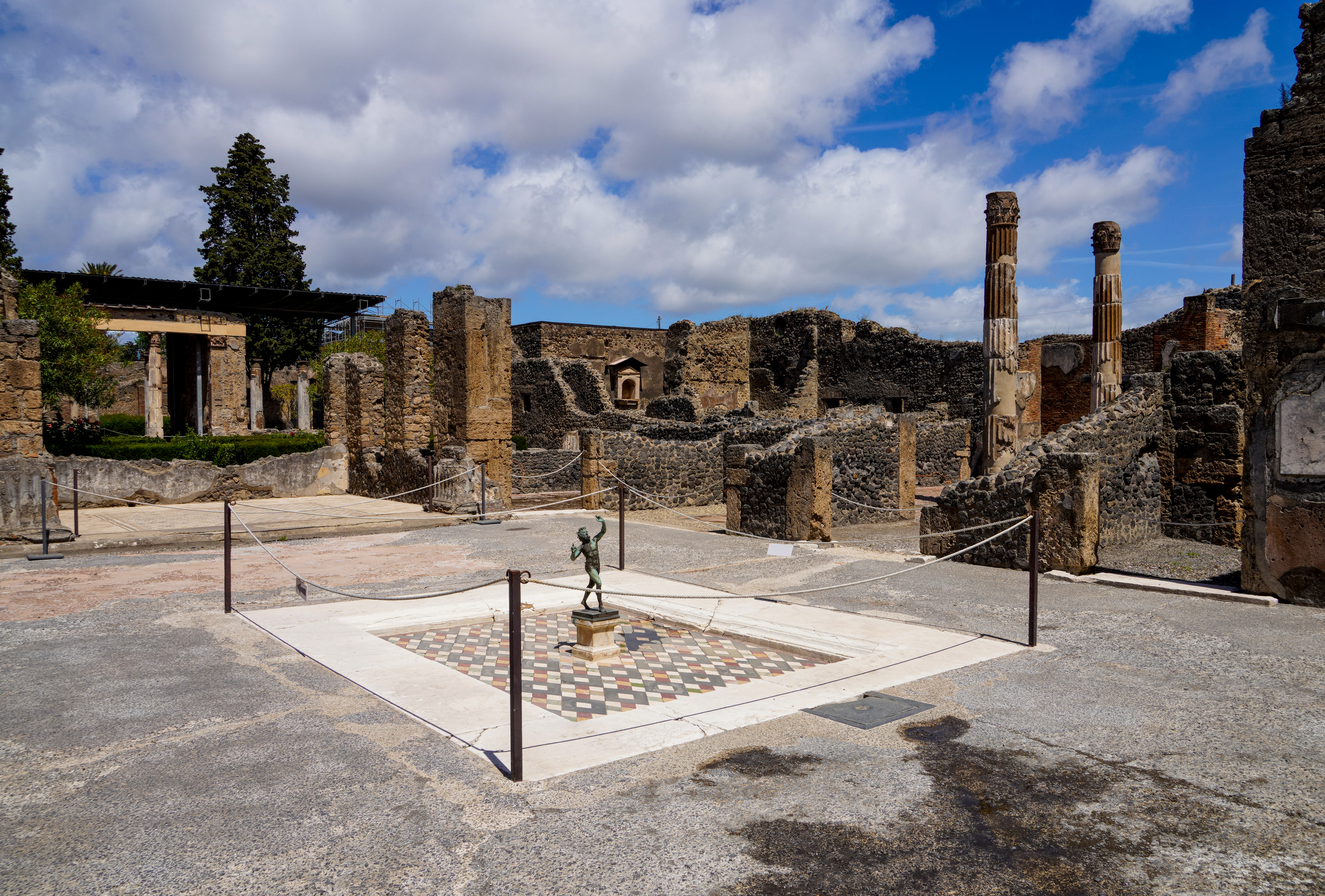
伊希斯神殿（英语：Temple of Isis (Pompeii)）
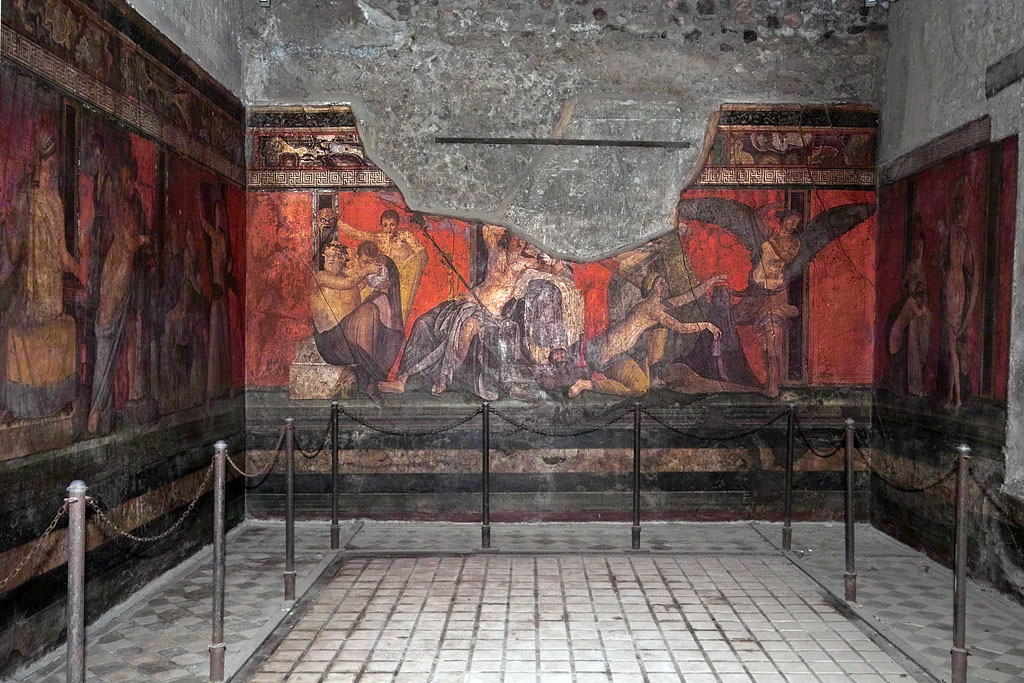
朱比特神殿（英语：Temple of Jupiter (Pompeii)）
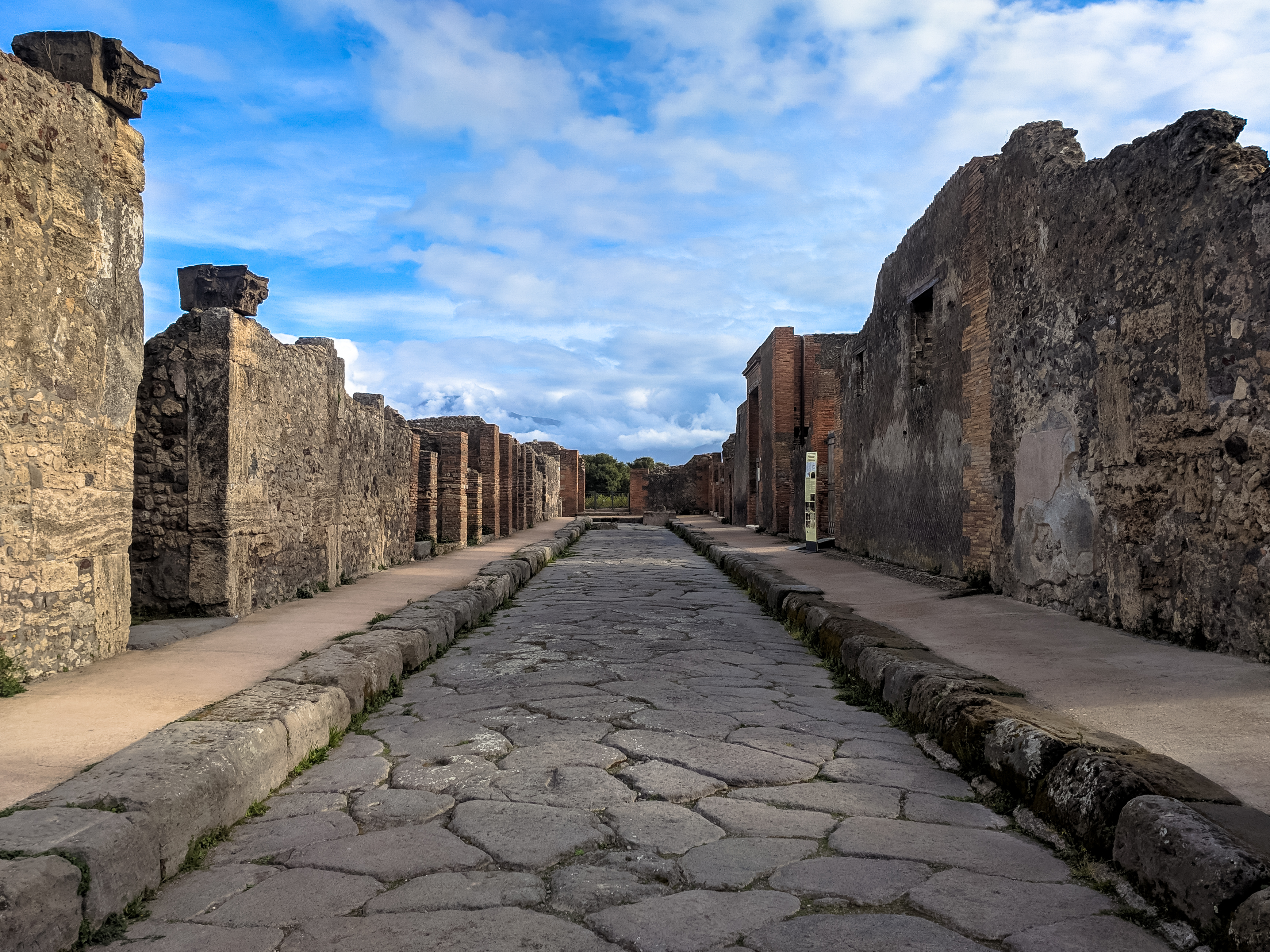
龐貝劇場區（英语：Theatre_Area_of_Pompeii）

多姆斯
- 百年之家（英语：House_of_the_Centenary）
- 農牧神之家
- 朱莉婭·菲利克斯之家
- 希臘銘文之家（英语：House of the Greek Epigrams）
- 凱基利烏斯之家（英语：Lucius Caecilius Iucundus）
- 洛瑞烏斯·提布提努斯之家（英语：House_of_Loreius_Tiburtinus）
- 梅南德之家（英语：House_of_Menander）
- 那不勒斯親王屋（英语：House of the Prince of Naples）
- 薩盧斯特之家（英语：House of Sallust）
- 銀色婚禮之家（英语：House of the Silver Wedding）
- 小型噴泉之家（英语：House of the Small Fountain (Pompeii)）
- 外科醫生之家（英语：House_of_the_Surgeon）
- 悲劇詩人之家（英语：House_of_the_Tragic_Poet）
- 維提之家

郊外別墅
- 狄俄墨得斯別墅（英语：Villa of Diomedes）
- 神秘別墅

其他
- 逃亡者花園（英语：The Garden of the Fugitives）
- 龐貝妓院（英语：Lupanar (Pompeii)）

- 劇院
- 廣場內巴西利卡入口
- 巴西利卡
- 三角廣場
- 龐貝市場堂（英语：Macellum of Pompeii）
- 廣場
- 阿波羅神殿
- 花園之家
- 神秘別墅的壁畫
- 龐貝街道

### 農業與園藝
現代考古發現顯示，透過對庭園與城市莊園的挖掘，可洞悉龐貝經濟中農業生產的多樣面貌。維蘇威火山周圍土壤肥沃，具良好保水性，適合農作栽培。雖氣候偏熱乾燥，提雷尼亞海吹拂的海風則提供必要水分。
龐貝主要作物包括大麥、小麥及粟米，同時生產葡萄酒與橄欖油作為出口商品。
考古證據顯示羅馬境內曾流通來自龐貝的葡萄酒，顯示該酒於國內市場銷售。葡萄園在龐貝經濟中地位重要。古羅馬農業學者科卢梅拉曾建議，羅馬各葡萄園應依比例產酒，否則將遭根除。龐貝附近肥沃土地的高產力促進當地酒莊繁榮。雖然葡萄酒為主要出口產品，其他農產則多供本地消費。牛市廣場出土的古酒莊遺跡，因維蘇威火山爆發造成的水泥鑄型而保存良好。這些古酒莊結構與今日義大利酒莊頗為相似。
龐貝、赫庫蘭尼姆及托雷·安努齊亞塔一處羅馬別墅出土的碳化食物、根莖、種子與花粉顯示，當地飲食多元，包括裸麥、小米、普通粟米、核桃、松子、栗子、榛子、鷹嘴豆、苦豌豆、蠶豆、橄欖、無花果、梨、洋蔥、大蒜、桃子、豇豆、葡萄與棗，其中除棗外多數為當地種植。

### 色情藝術
龐貝與赫庫蘭尼姆的色情藝術因古羅馬社會與反宗教改革後世宗教文化的道德差異，歷來在保存與展覽方面引發爭議。部分壁畫，如描繪性神普里阿普斯及其誇張生殖器的畫作，曾被覆以石膏掩蓋。這些複製品長期封存於博物館的「秘密櫃」（gabinetto segreto），直到1998年因雨水滲透才重新公開。2018年，龐貝再度發現描繪「勒達與天鵝」的情色壁畫。

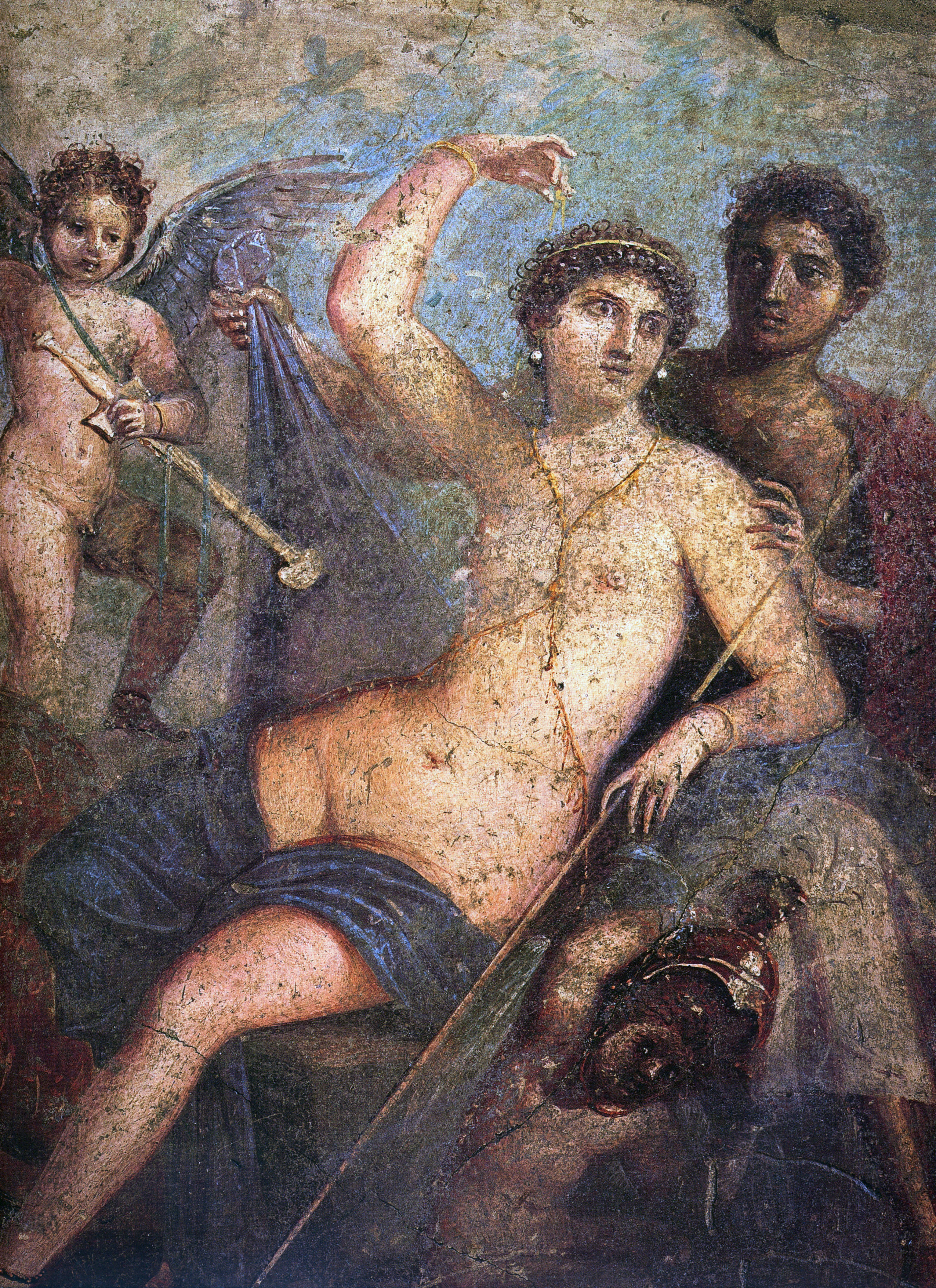
來自戰神與愛神之家（Casa di Marte e Venere）的壁畫

大量相關文物現收藏於那不勒斯國立考古博物館。1819年，國王弗朗西斯一世參觀時，因內容敏感，指示將部分作品鎖入「密室」，僅允許「成熟年齡及品德者」參觀。該密室歷經多次開閉，2000年後永久開放，但未成年人仍須有成人陪同或書面同意。

## 旅遊
龐貝作為旅遊景點已有超過250年的歷史； 它曾是壯遊的一部分。至2008年，每年吸引約2.6百萬遊客，成為義大利最受歡迎的旅遊地點之一。龐貝隸屬於更大的維蘇威國家公園的一部分，並於1997年被聯合國教科文組織列為世界遺產。為了緩解旅遊壓力，龐貝管理機構龐貝考古學會開始發行新門票，讓遊客可參觀如赫库兰尼姆古城、斯塔比亞與波帕埃別墅等地，鼓勵分散參觀，降低龐貝的旅遊壓力。2024年，該遺址管理宣布每日門票銷售上限為20,000張個人化門票，並於夏季旺季引入分時入場制度。
1999年，由該遺址監督教授皮埃特羅·喬瓦尼·古佐（Pietro Giovanni Guzzo）頒布的禁令，導致新發掘工作暫停。禁令後於2017年解除。

### 龐貝古物陳列館
龐貝古物陳列館由朱塞佩·菲奧勒利於1873年至1874年間建造，最初作為展示龐貝日常生活考古發現的展覽空間。該建築於1943年二戰轟炸與1980年地震中嚴重損毀。博物館關閉36年，於2016年重新以臨時展覽空間開放。 2021年1月25日再次以永久展覽館形式對外開放。參觀者可見考古發現、維蘇威火山受害者石膏鑄像，以及紀錄龐貝從早期聚落發展成繁榮羅馬城的展示。

## 流行文化

卡尔·布留洛夫的《庞贝城的末日》

龐貝城及西元79年維蘇威火山的噴發長期以來成為藝術、文學、戲劇與電影等各類文化作品的主題。
在繪畫領域，最著名的相關作品之一為俄羅斯畫家卡尔·布留洛夫於1827年至1833年間創作的《庞贝城的末日，構圖靈感源自義大利作曲家喬瓦尼·帕契尼的同名作品。此畫現藏於聖彼得堡俄羅斯博物館，描繪火山爆發當日的場景，強調群眾逃難與城市崩毀的畫面。
在文學方面，1834年出版的歷史小說《龐貝城末日》由英國作家愛德華·布爾沃-李頓撰寫，構築了龐貝城毀滅前的虛構情節。其他以龐貝為主題的文學作品包括法國作家泰奥菲尔·戈蒂耶於1852年發表的短篇小說《Arria Marcella》，以及羅伯特·哈里斯於2003年出版的小說《龐貝》，內容圍繞水利系統的技術官員對火山活動的觀察與反應，並融入老普林尼及小普林尼父子等歷史人物。面向青少年讀者的小說則有卡羅琳·勞倫斯撰寫的《羅馬的秘密》（The Roman Mysteries）系列，其中部分情節亦設定於龐貝。
英國《劍橋拉丁語課程》的第一冊也以龐貝為背景，虛構人物盧修斯·凱基利烏斯·尤昆都斯為主角，介紹當地生活情境與語言教學內容。該人物的名字來自考古發現的實際居民，其住處「凱基利烏斯之家」於龐貝遺址中保存良好。
李頓的《龐貝城末日》曾多次被改編為電影作品。已知最早的版本為1900年由沃爾特·R·布思執導的默片。後續版本包括1913年馬里奧·卡塞里尼執導，1926年卡米尼·加洛尼執導，1935年由梅里安·C·庫珀與歐內斯特·B·舍德薩克合作執導的美國版本，以及1950年、1959年、1984年和2007年的數部歐洲版本。2007年的版本由朱立歐·巴斯執導，主演為洛倫索·克雷斯皮與安德莉雅·奧斯瓦特。
1954年上映的電影《義大利之旅》由乔治·桑德斯和英格麗褒曼主演，其中有一幕是在龐貝古城拍攝的，他們親眼目睹了一對在火山爆發中喪生的夫婦的遺體被挖掘出來的場景。
2014年上映的電影《龐貝末日：天火焚城》由保罗·W·S·安德森執導，為好萊塢商業片取向的改編版本。同年，大英博物馆推出以龐貝為主題的展覽與紀錄片，搭配電影宣傳進行公開放映與教育推廣。
在電視作品方面，英國廣播公司長壽科幻劇《神秘博士》於2008年播出的〈龐貝之焰〉（The Fires of Pompeii）一集中，將維蘇威火山爆發描寫為阻止外星勢力入侵的必要手段，結合歷史場景與虛構劇情。
音樂方面，英國樂團Bastille於2013年發行單曲《Pompeii》，歌詞以第一人稱方式敘述一名罹難者的視角，探討遺忘、重生與歷史記憶等主題。

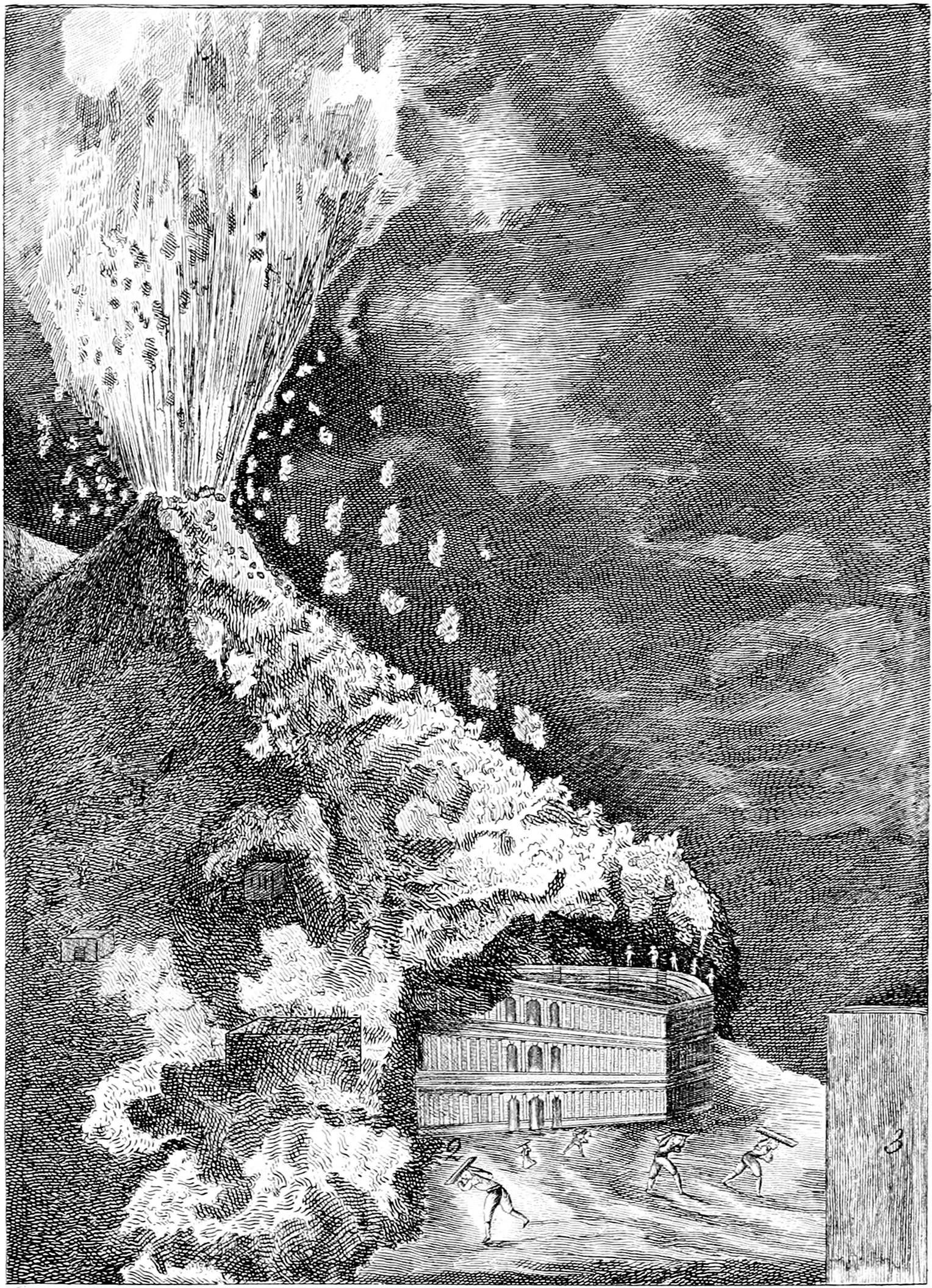
描繪維蘇威火山猛烈噴發的想像畫，收錄於義大利考古學家詹姆斯·卡斯特魯奇（意大利语：Giacomo_Castrucci）於1858年出版之著作中。
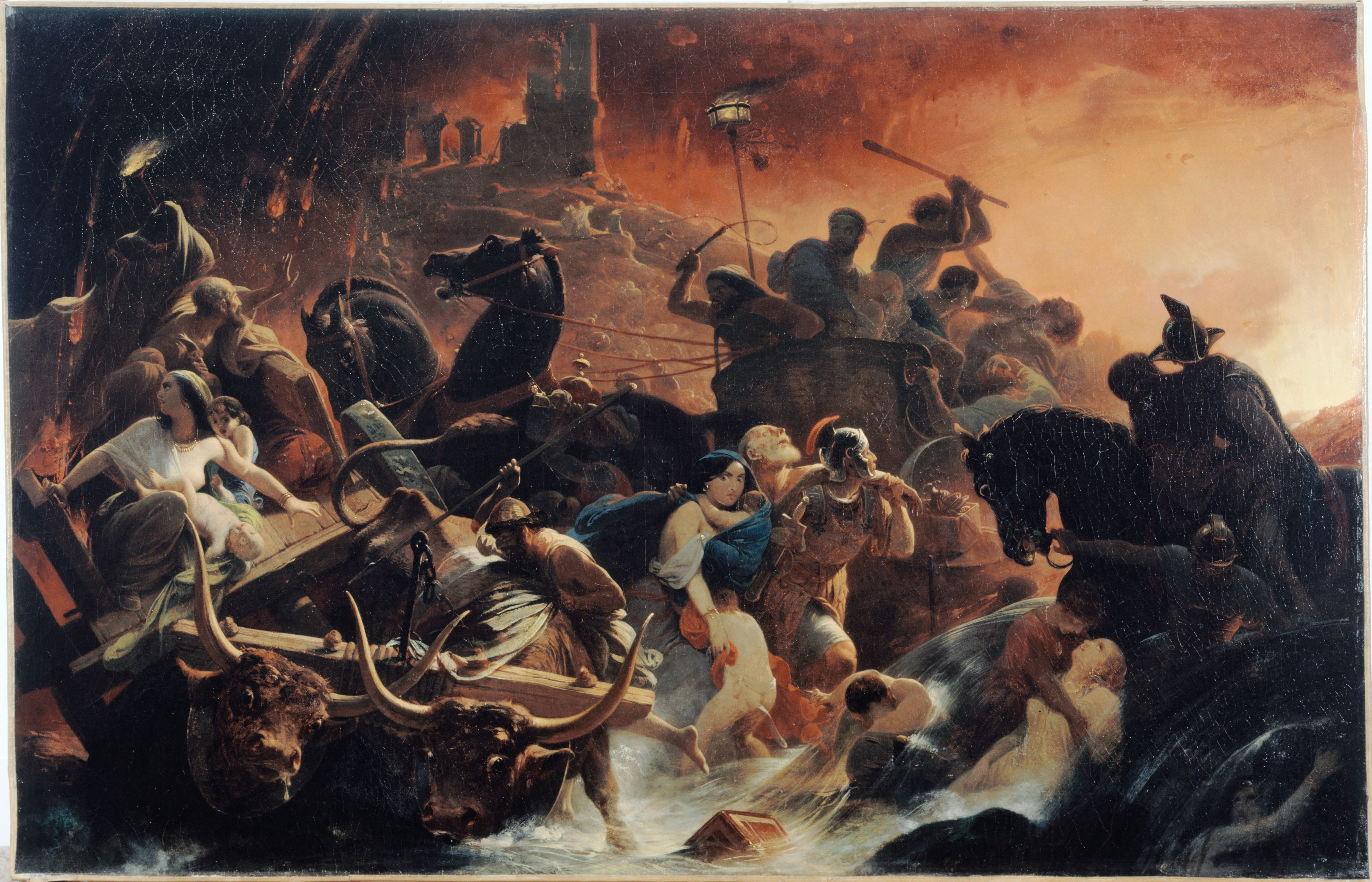
亨利·弗雷德里克·肖邦（英语：Henri_Frédéric_Schopin）《龐貝的最後一天》，法國小皇宮典藏
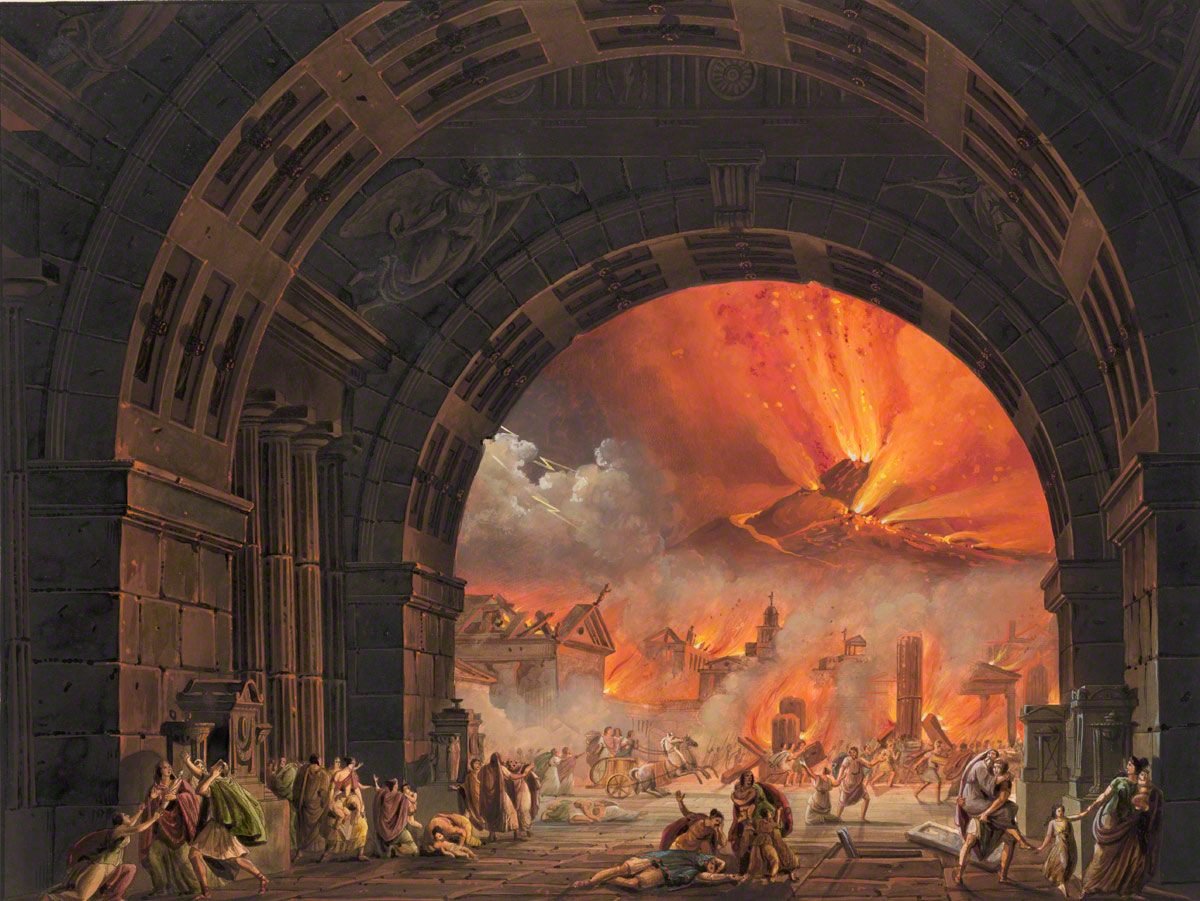
亞歷山德羅·桑基里科（英语：Allesandro Sanquirico）為帕西尼歌劇《龐貝的最後一刻》(L'ultimo giorno di Pompei) 中為維蘇威火山噴發設計的佈景，斯卡拉歌劇院1827年製作
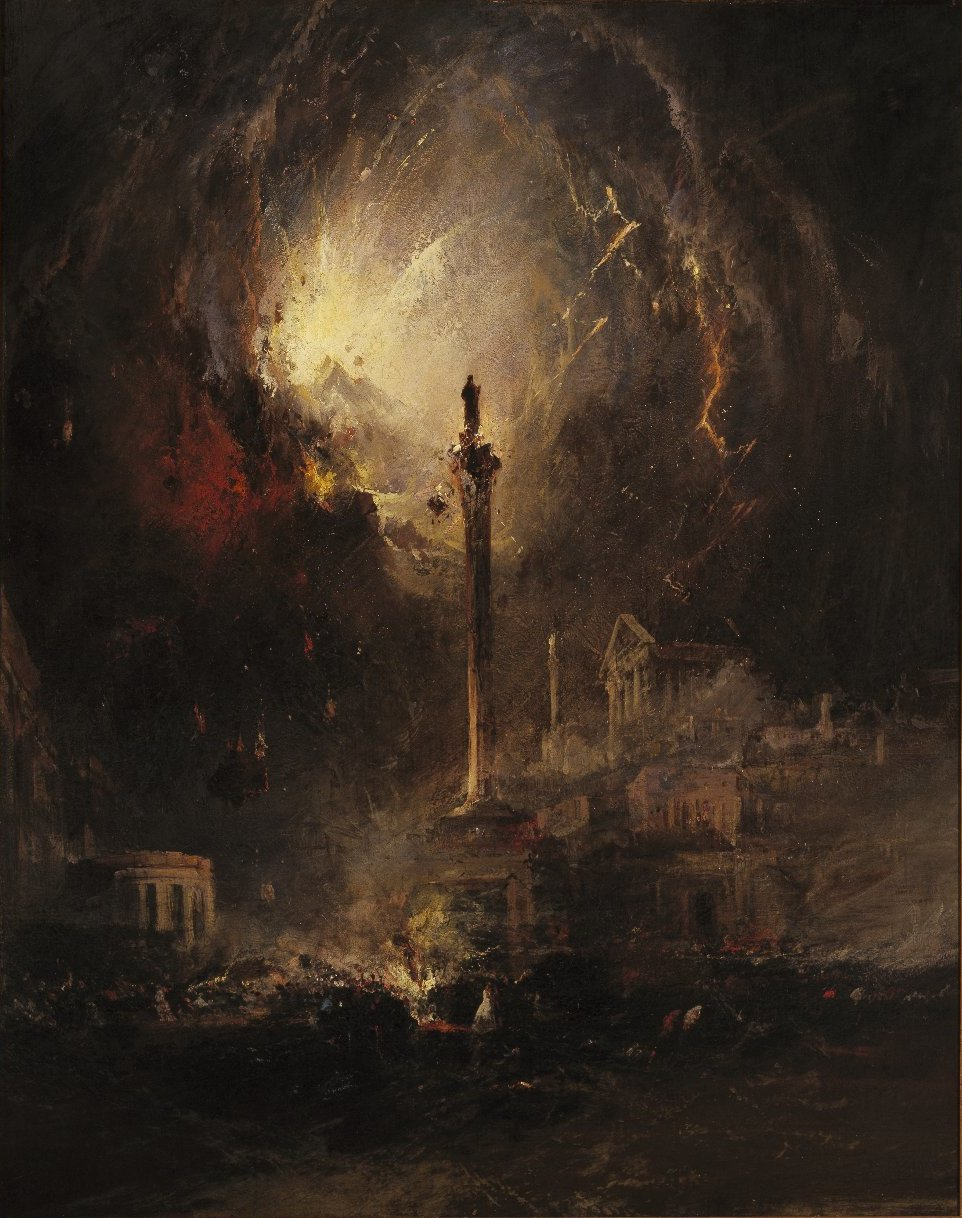
詹姆斯·漢密爾頓 (James Hamilton)

## 另見
- 赫庫蘭尼姆
- 奧普隆蒂斯
- 斯塔比亞
- 外國對龐貝的影響（英语：Foreign_influences_on_Pompeii）
- 馬斯特羅貝拉迪諾（英语：Mastroberardino）
- 羅伯特·賴夫（英语：Robert_Rive）：因紀錄龐貝照片而聞名的攝影師
- 路易吉·巴札尼（英语：Luigi_Bazzani）

同受火山襲擊波及的城市
- 阿梅羅慘案（英语：Armero_tragedy）
- 阿克罗蒂里：與龐貝遭遇相似命運的城市遺址
- 霍亚德赛伦：薩爾瓦多前哥倫布時期的一個村莊，被稱為「美洲的龐貝」
- 普利茅斯：前首都，於1990年代被苏弗里埃尔火山的火山灰掩埋
- 圣皮埃尔：曾於1902年培雷火山爆發中被摧毀

### 書籍引用
- Beard, Mary. . Profile Books. 2008. ISBN 978-1-86197-596-6.
- Berg, Ria. . Rome: L’Erma di Bretschneider. 2023. ISBN 9788891327406.
- Bielfeldt, Ruth; Eber, Johannes; Bosche, Susanne; Knauß, Florian; Lutz, Amelie. . München: Ludwig-Maximilians-Universität und Antike am Königsplatz, Staatliche Antikensammlungen. 2022. ISBN 9783961762071.
- Butterworth, Alex; Laurence, Ray. . St. Martin's Press. 2005. ISBN 978-0-312-35585-2.
- Cioni, Rafaello; Gurioli, L; Lanza, R; Zanella, E. . Journal of Geophysical Research. 2004, 109 (B2): 2207. Bibcode:2004JGRB..109.2207C. doi:10.1029/2002JB002251 . hdl:2318/91144 .
- Clarke, John. . University of California. 2006. ISBN 978-0-520-24815-1.
- De Carolis, Ernesto; Patricelli, Giovanni. . L'erma Di Bretschneider. 2003. ISBN 978-88-8265-199-2.
- Eschebach, Liselotte (1993). Gebäudeverzeichnis und Stadtplan der antiken Stadt Pompeji [List of buildings and city map of the ancient city of Pompeii]. Köln/Weimar/Wien: Böhlau.
- Fletcher, John. . Oxford University. 1835.*Grant, Michael. . Phoenix. 2001. ISBN 978-1842122198.
- Hodge, Trevor. . Duckworth. 2001. ISBN 978-0715631713.
- Kraus, Theodor. . H.N. Abrams. 1975. ISBN 978-0810904187.
- Maiuri, Amedeo. . Scientific American. 1994.
- Mastrolorenzo, Giuseppe; Petrone, Pierpaolo; Pappalardo, Lucia; Guarino, Fabio. Langowski, Jörg , 编. . PLOS ONE. 2010, 5 (6): e11127. Bibcode:2010PLoSO...511127M. PMC 2886100 . PMID 20559555. doi:10.1371/journal.pone.0011127 .
- Ozgenel, Lalo.  (PDF). Journal of the Faculty of Archaeology (Ankara: Middle East Technical University). 2008-04-15, 25 (1): 1–25  [2018-01-26]. （原始内容 (PDF)存档于2011-09-30）.
- Pagano, Mario. . L'Erma di Bretschneidein. 1997. ISBN 88-7062-967-8 （意大利语）.
- Parslow, Christopher. . Cambridge University Press. 1995. ISBN 0-521-47150-8.
- Perring, Stefania. . Macmillan Books. 1991. ISBN 0-02-599461-1.
- 克里斯蒂娜·羅德里奎（英语：Cristina Rodríguez (journalist)）. . Éditions du Masque（英语：Éditions du Masque）. 2008. ISBN 978-2-702-43404-8 （法语）.
- 英格麗·D·羅蘭（英语：Ingrid D. Rowland）. . Cambridge, MA: 哈佛大学出版社. 2014. ISBN 978-0674047938.
- Senatore, Maria; Stanley, Jean-Daniel; Pescatore, Tullio. . 2004 Denver Annual Meeting. 7–10 November 2004  [2012-10-24]. 原始内容存档于2007-12-08.
- Stefani, Grete. . Archeo. October 2006.
- Steven, Ellis. . Journal of Roman Archaeology. 2004, 17 (1). ISSN 1047-7594.
- 路易絲·薩馬蒂（英语：Louise Zarmati）. . Heinemann. 2005. ISBN 1-74081-195-X.

義大利文
- Bufi, Fulvio. . Corriere della Sera 143 (246). 2018: 29.
- Cantarella, Eva; Jacobelli, Luciana. . Milano: Giangiacomo Feltrinelli Editore. 2013. ISBN 88-588-1282-4.
- De Vos, Arnold; De Vos, Mariette. . Bari-Roma: Editori Giuseppe Laterza e figli. 1982. ISBN 88-420-2001-X.
- Etienne, Robert. . Milano: Arnoldo Mondadori Editore. 1992. ISBN 88-04-35466-6.
- Garcia, Laurentino. . Roma: L'Erma di Bretschneider. 2006. ISBN 88-8265-369-2.
- Guerdan, René. . Milano: Arnoldo Mondadori Editore. 1978.
- Longobardi, Giovanni. . Roma: L'Erma di Bretschneider. 2002. ISBN 88-8265-189-4.
- Zanker, Paul. . Torino: Giulio Einaudi Editore. 1993. ISBN 88-06-13282-2.
- Touring Club Italiano. . Milano: Touring Club Editore. 2008. ISBN 978-88-365-3893-5.